# Guerra d'indipendenza turca
La guerra d'indipendenza turca (in turco Kurtuluş Savaşı o guerra di liberazione, nota anche come İstiklâl Harbi, guerra d'indipendenza o Millî Mücadele, Campagna nazionale; 19 maggio 1919 - 24 luglio 1923) venne combattuta tra il Movimento Nazionale Turco e la coalizione dei delegati degli Alleati - vale a dire la Grecia sul fronte occidentale, Armenia sul fronte orientale, la Francia sul fronte meridionale, il Regno Unito ed Italia a Costantinopoli (ora Istanbul) - e dei monarchici ottomanisti insieme ad alcune formazioni separatiste, dopo che parti dell'Impero ottomano erano state occupate e ripartite in seguito alla sconfitta degli ottomani nella prima guerra mondiale. Poche delle truppe britanniche, francesi e italiane occupanti vennero schierate o impegnate nei combattimenti mentre l'Impero riuscì a radunare un numero relativamente basso di soldati leali alla monarchia, perlopiù compattati nel Kuva-yi Inzibatiye (letteralmente Forze dell'Ordine, ma detto anche Esercito del Califfato). Il Movimento Nazionale Turco (Kuva-yi Milliye) in Anatolia culminò nella formazione di una nuova Grande Assemblea Nazionale (GAN, in turco BMM) da parte di Mustafa Kemal Atatürk e dei suoi colleghi. Dopo la fine dei fronti turco-armeno, franco-turco e greco-turco (spesso definiti rispettivamente fronte orientale, fronte meridionale e fronte occidentale della guerra), il Trattato di Sèvres venne abbandonato e vennero firmati i Trattati di Kars (ottobre 1921) e Losanna (luglio 1923). Gli Alleati lasciarono l'Anatolia e la Tracia orientale, e la Grande Assemblea Nazionale Turca decise l'istituzione di una Repubblica di Turchia, che venne dichiarata il 29 ottobre 1923.
Con l'istituzione del Movimento Nazionale Turco, la spartizione dell'Impero ottomano e l'abolizione del sultanato, l'era ottomana e l'Impero giunsero al termine e con le riforme di Atatürk, i turchi crearono il moderno e secolare stato-nazione della Turchia sul fronte politico. Il 3 marzo 1924, il califfato ottomano venne ufficialmente abolito e l'ultimo califfo venne esiliato.

## Preludio: 30 ottobre 1918– maggio 1919

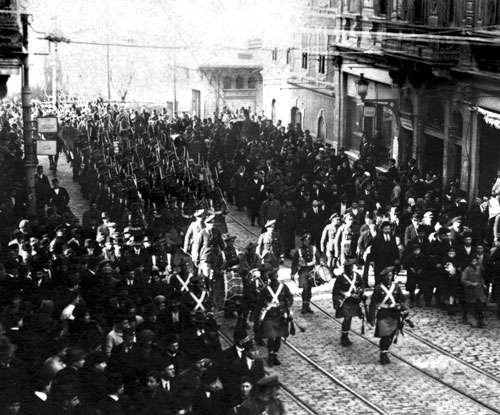
L'occupazione Alleata di Costantinopoli

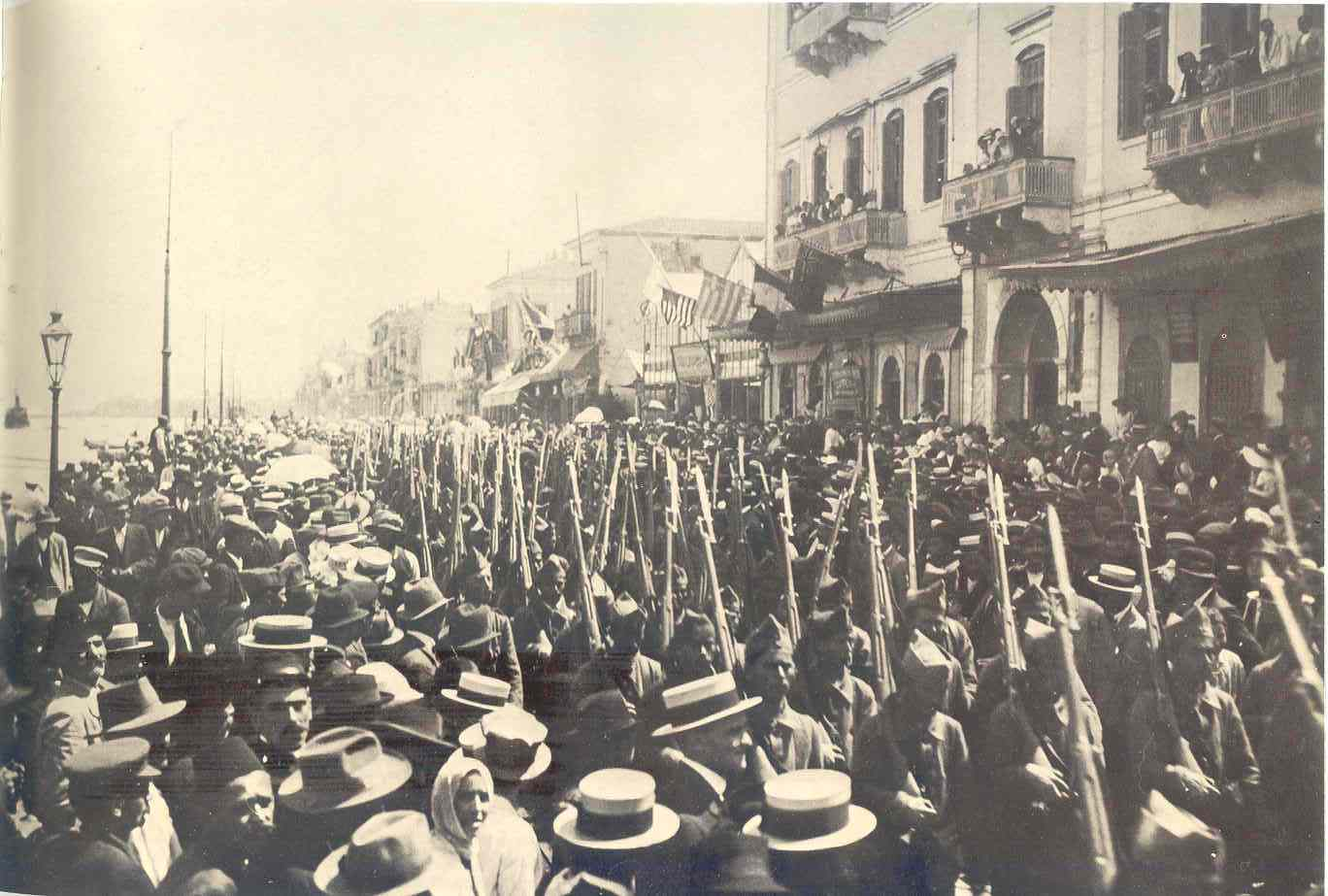
Truppe greche marciano sulla strada costiera di Smirne, maggio 1919.

Il 30 ottobre 1918 venne firmato l'Armistizio di Mudros tra l'Impero ottomano e gli Alleati della prima guerra mondiale, portando a termine le ostilità nel teatro mediorientale della prima guerra mondiale. Il trattato garantiva agli Alleati il diritto di occupare i forti che controllavano lo Stretto dei Dardanelli ed il Bosforo; e il diritto di occupare "in caso di disordine" qualsiasi territorio in caso di minaccia alla sicurezza. Somerset Arthur Gough-Calthorpe - il firmatario britannico dell'Armistizio di Mudros - dichiarò la posizione pubblica della Triplice Intesa di non avere intenzione di smantellare il governo dell'Impero ottomano o di metterlo sotto occupazione militare "occupando Costantinopoli". Tuttavia, smantellare il governo ottomano e dividere l'Impero ottomano tra le nazioni alleate era stato un obiettivo dell'Intesa dall'inizio della guerra.
Il 13 novembre 1918, una brigata francese entrò in città per iniziare l'occupazione di Costantinopoli e delle sue immediate dipendenze, seguita da una flotta composta da navi britanniche, francesi, italiane e greche che sbarcarono soldati il giorno successivo. Un'ondata di confische da parte degli Alleati ebbe luogo nei mesi seguenti. Il 14 novembre truppe congiunte franco-greche occuparono la città di Uzunköprü nella Tracia orientale e l'asse ferroviario fino alla stazione ferroviaria di Hadımköy vicino a Çatalca alla periferia di Costantinopoli. Il 1º dicembre, le truppe britanniche con base in Siria occuparono Kilis. A partire da dicembre, le truppe francesi iniziarono confische successive del territorio ottomano, tra cui le città di Antiochia, Mersin, Tarso, Ceyhan, Adana, Osmaniye e Islahiye. La resistenza alle occupazioni iniziò a Dörtyol contro i francesi il 19 dicembre 1918 con le azioni di Mehmet Çavuş.
Il 19 gennaio 1919 si tenne per la prima volta la Conferenza di pace di Parigi, un incontro delle nazioni Alleate che stabilì i termini di pace per le potenze centrali sconfitte, compreso l'Impero ottomano. In quanto organo speciale della Conferenza di Parigi, venne istituita la "Commissione interalleata per i mandati in Turchia" per perseguire i trattati segreti che avevano firmato tra il 1915 e il 1917. Tra gli obiettivi c'era un nuovo impero ellenico basato sulla Megali Idea. Ciò venne promesso dal primo ministro britannico David Lloyd George alla Grecia. L'Italia cercò il controllo della parte meridionale dell'Anatolia ai sensi dell'accordo di San Giovanni di Moriana. La Francia si aspettava di esercitare il controllo su Hatay, sul Libano e sulla Siria e voleva anche il controllo su una parte dell'Anatolia sud-orientale sulla base dell'accordo Sykes-Picot. La Francia firmò l'accordo franco-armeno e promise la realizzazione di uno stato armeno nella regione del Mediterraneo in cambio della legione armena francese.
Nel frattempo, i paesi Alleati continuarono a rivendicare porzioni dell'Impero ottomano in rapido declino. Le forze britanniche con base in Siria occuparono Maraş, Urfa e Birecik, mentre le forze francesi si imbarcarono su cannoniere ed inviarono truppe nei porti del Mar Nero di Zonguldak e Karadeniz Ereğli, controllando la regione di estrazione del carbone in Turchia. Alla Conferenza di pace di Parigi, le rivendicazioni contrastanti dell'Anatolia occidentale da parte delle delegazioni greche e italiane portarono la Grecia a sbarcare l'ammiraglia della Marina greca a Smirne, portando la delegazione italiana ad uscire dai colloqui di pace. Il 30 aprile, l'Italia rispose alla possibile idea dell'incorporazione greca dell'Anatolia occidentale inviando anch'essa una nave da guerra a Smirne come dimostrazione di forza contro la campagna greca. Una grande forza italiana sbarcò anche ad Adalia. Con la delegazione italiana assente dai colloqui di pace di Parigi, la Gran Bretagna fu in grado di influenzare la Francia a favore della Grecia e alla fine la Conferenza autorizzò lo sbarco delle truppe greche sul territorio anatolico.
La campagna greca dell'Anatolia occidentale iniziò il 15 maggio 1919, quando le truppe greche iniziarono a sbarcare a Smirne. Per la popolazione musulmana della città, il giorno è segnato dal "primo proiettile" sparato da Hasan Tahsin al portabandiera greco alla testa delle truppe, l'omicidio a colpi di baionetta del Miralay Fethi Bey per aver rifiutato di urlare "Zito Venizelos" (che significa "lunga vita a Venizelos") e l'uccisione e il ferimento di soldati turchi disarmati nella caserma principale della città, così come di 300–400 civili. Le truppe greche si trasferirono da Smirne verso le città della penisola di Karaburun, a Selçuk, situata a cento chilometri a sud di Smirne in una posizione chiave che comanda la fertile valle del fiume Küçük Menderes, e a Menemeni verso nord.

## L'organizzazione iniziale
Il Fahrî Yâver-i Hazret-i Şehriyâri ("Aide-de-camp onorario di Sua Maestà il Sultano"), il mirliva Mustafa Kemal Paşa, venne assegnato come ispettore del IX Ispettorato delle truppe dell'esercito per riorganizzare ciò che rimaneva delle unità militari ottomane e per migliorare la sicurezza interna il 30 aprile 1919. Secondo Lord Kinross, attraverso la manipolazione e l'aiuto di amici e simpatizzanti, Mustafa Kemal Paşa divenne ispettore praticamente di tutte le forze ottomane in Anatolia, con il compito di supervisionare il processo di scioglimento delle restanti forze ottomane. Lui e il suo stato maggiore accuratamente selezionato lasciarono Costantinopoli a bordo del vecchio piroscafo SS Bandırma per Samsun la sera del 16 maggio 1919.
La resistenza alle richieste degli Alleati iniziò proprio all'inizio della sconfitta dell'Impero ottomano nella prima guerra mondiale. Molti funzionari ottomani organizzarono la segreta Associazione delle Sentinelle (in turco Karakol Cemiyeti) in reazione alle politiche degli Alleati. L'obiettivo dell'Associazione delle Sentinelle era di contrastare le richieste degli Alleati attraverso la resistenza passiva e attiva. Molti ufficiali ottomani parteciparono agli sforzi per nascondere alle autorità occupanti i dettagli del crescente movimento per l'indipendenza che si stava diffondendo in tutta l'Anatolia. Le munizioni inizialmente sequestrate dagli Alleati vennero segretamente contrabbandate da Costantinopoli nell'Anatolia centrale, insieme agli ufficiali ottomani desiderosi di resistere a qualsiasi divisione dei territori ottomani. Nel frattempo il mirliva Ali Fuad Paşa aveva spostato il suo XX Corpo d'armata da Ereğli ad Ankara e aveva iniziato a organizzare gruppi di resistenza, tra cui immigrati circassi sotto Çerkes Ethem.
Dal momento che il confine meridionale dell'Anatolia era effettivamente controllato dalle navi da guerra britanniche e dalle truppe greche e italiane in competizione, il quartier generale del Movimento Nazionale Turco si spostò sul terreno accidentato dell'Anatolia centrale. Le ragioni di questi nuovi incarichi sono ancora oggetto di dibattito; un punto di vista è che si trattò di una mossa intenzionale per sostenere il movimento nazionale, un altro era che il sultano voleva mantenere Costantinopoli sotto il suo controllo, un obiettivo che era in totale accordo con gli scopi delle armate d'occupazione che potevano mantenere il sultano sotto controllo. L'idea più importante data dalla decisione del sultano fu che assegnando questi ufficiali fuori dalla capitale, il sultano stava cercando di minimizzare l'efficacia di questi soldati nella capitale. Il sultano venne citato mentre diceva che senza un esercito organizzato, gli Alleati non avrebbero potuto essere sconfitti e il movimento nazionale aveva due corpi d'armata nel maggio 1919: uno era il XX Corpo d'armata con base ad Ankara sotto il comando di Ali Fuat Paşa e l'altro era il XV Corpo d'armata con sede a Erzurum sotto il comando di Kâzım Karabekir Paşa.
Mustafa Kemal Paşa e i suoi colleghi sbarcarono il 19 maggio e aprirono i loro primi alloggi al Mintika Palace Hotel. Mustafa Kemal Paşa fece conoscere al popolo di Samsun gli sbarchi della Grecia e dell'Italia, organizzò incontri di massa (pur rimanendo discreti), stabilì, grazie all'eccellente rete telegrafica, collegamenti veloci con le unità dell'esercito in Anatolia e iniziò a stabilire legami con vari gruppi nazionalisti. Inviò telegrammi di protesta alle ambasciate straniere e al Ministero della Guerra sui rinforzi britannici nell'area e sugli aiuti britannici alle bande di briganti greci. Dopo una settimana a Samsun, Mustafa Kemal Paşa e il suo stato maggiore si trasferirono a Havza, a circa 85 chilometri (53 mi) nell'entroterra.
Mustafa Kemal Paşa scrisse nel suo libro di memorie che aveva bisogno del sostegno nazionale. L'importanza della sua posizione, il suo status di "Eroe di Anafartalar" dopo la campagna di Gallipoli e il suo titolo di Fahri Yaver-i Hazret-i Şehriyari ("Aide-de-camp onorario di Sua Maestà il Sultano") gli diedero un po' di credenziali. D'altra parte, ciò non era abbastanza per ispirare tutti. Mentre era ufficialmente impegnato nel disarmo dell'esercito, aveva aumentato i suoi vari contatti al fine di accrescere lo slancio del suo movimento. Incontrò Rauf Bey (Orbay), Ali Fuat Paşa (Cebesoy) e Refet Bey (Bele) il 21 giugno 1919 e rese nota la Circolare di Amasya (22 giugno 1919).

### La decodifica del movimento nazionale

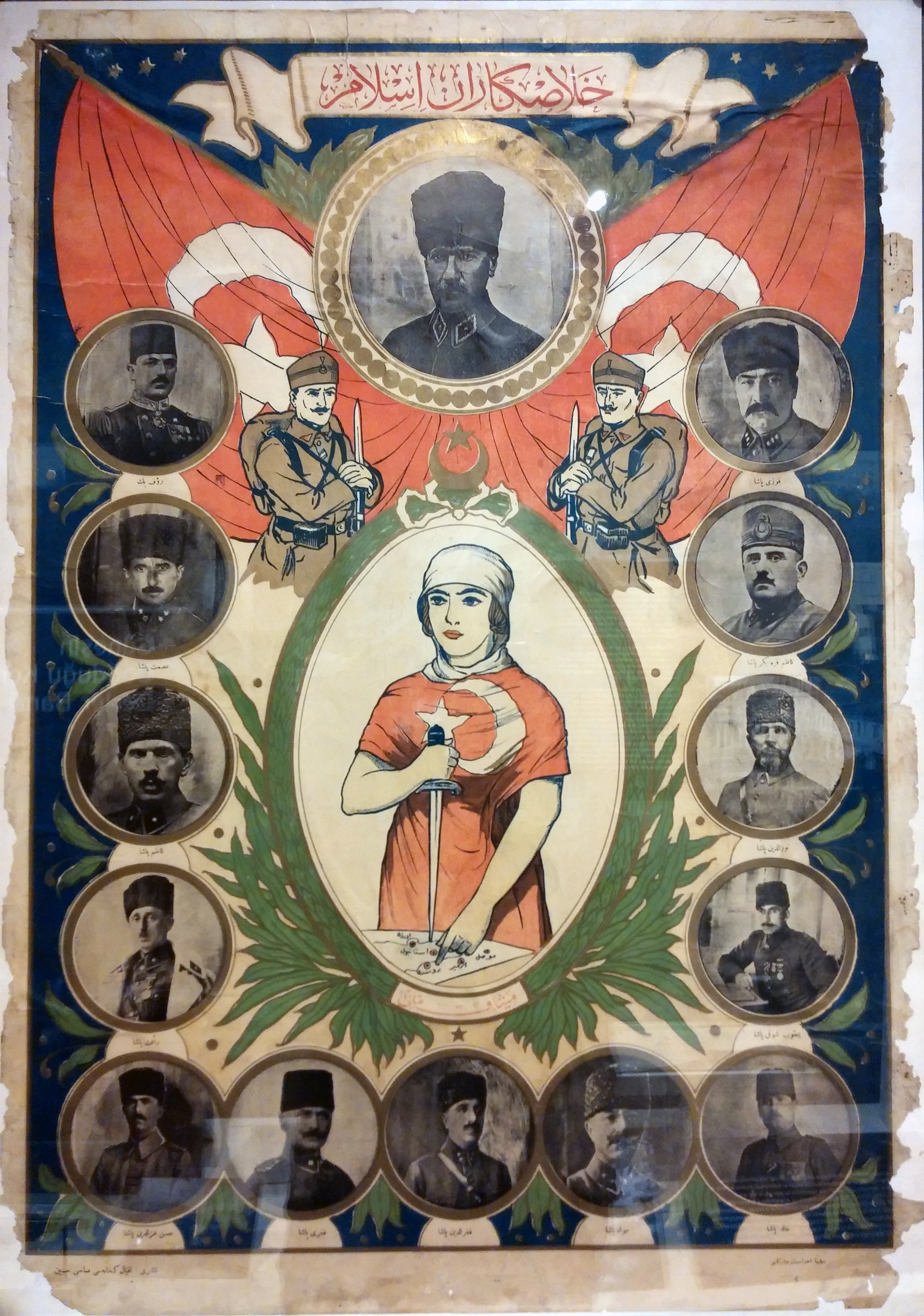
Manifesto di propaganda del Movimento Nazionale Turco

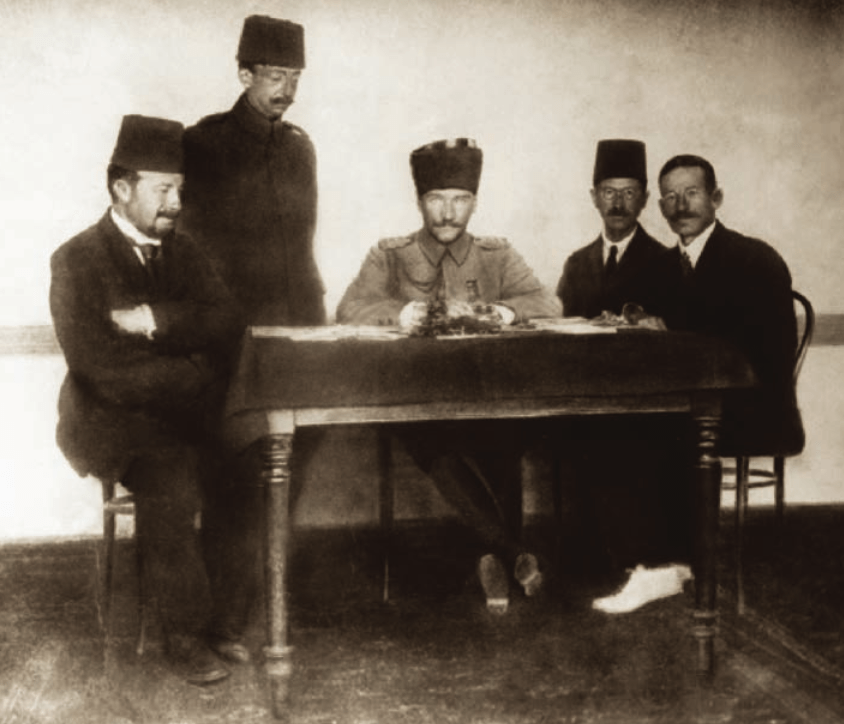
Mustafa Kemal e i suoi colleghi ad Erzurum (5 Luglio 1919)

Il 23 giugno, l'alto commissario ammiraglio Calthorpe, rendendosi conto del significato delle discrete attività di Mustafa Kemal in Anatolia, inviò un rapporto su Mustafa Kemal al Ministero degli Esteri. Le sue osservazioni vennero minimizzate da George Kidson del Dipartimento orientale. Il capitano Hurst (British Army) a Samsun avvertì ancora l'ammiraglio Calthorpe, ma le unità di Hurst vennero sostituite con la Brigata Gurkha. Il movimento di unità britanniche allarmò la popolazione della regione e convinse la popolazione che Mustafa Kemal aveva ragione. Subito dopo ciò venne fondata a Trabzon l'"Associazione per la difesa dei diritti nazionali" (Müdafaa-i Hukuk Cemiyeti) e anche a Samson venne fondata un'associazione parallela, che dichiarò che la regione del Mar Nero non era sicura. Le stesse attività che avvennero a Smirne stavano accadendo nella regione. Quando gli inglesi sbarcarono ad Alessandretta, l'ammiraglio Calthorpe si dimise sulla base del fatto che ciò era contro l'armistizio che aveva firmato e venne assegnato ad un'altra posizione il 5 agosto 1919.
Il 2 luglio, Mustafa Kemal Paşa ricevette un telegramma dal sultano. Il sultano gli chiese di cessare le sue attività in Anatolia e di tornare nella capitale. Mustafa Kemal era ad Erzincan e non voleva tornare a Costantinopoli, preoccupato che le autorità straniere potessero avere progetti per lui al di là dei piani del sultano. Sentiva che il miglior corso per lui era prendere un congedo di due mesi di assenza.
Il Comitato dei Rappresentanti venne istituito al congresso di Sivas (4–11 settembre 1919).

### Il problema rappresentativo
Il 16 ottobre 1919, Ali Rıza Pascià inviò un ministro della Marina, Hulusi Salih Pasha, a negoziare con il Movimento Nazionale Turco. Hulusi Salih Pasha non aveva preso parte alla prima guerra mondiale. Salih Paşa e Mustafa Kemal si incontrarono ad Amasya. Mustafa Kemal mise all'ordine del giorno i problemi rappresentativi del parlamento ottomano. Voleva avere un protocollo firmato tra Ali Rıza Paşa ed il "comitato rappresentativo". Su consiglio degli inglesi, Ali Rıza Paşa respinse qualsiasi forma di riconoscimento o rivendicazione di legittimità da parte di questa formazione politica incostituzionale in Anatolia.
Nel dicembre del 1919 si tennero nuove elezioni per il parlamento ottomano. Ciò fu un tentativo di costruire una struttura rappresentativa migliore. Il parlamento ottomano era visto come un modo per riaffermare le rivendicazioni di legittimità del governo centrale in risposta al movimento nazionalista emergente in Anatolia. Nel frattempo, gruppi di greci ottomani avevano formato milizie nazionaliste greche all'interno dei confini ottomani e stavano agendo da soli. I membri greci del parlamento ottomano bloccarono ripetutamente qualsiasi progresso in parlamento e la maggior parte dei soggetti greci del Sultano boicottò le nuove elezioni.
Si svolsero le elezioni e venne formato un nuovo parlamento dello stato ottomano sotto l'occupazione. Tuttavia, Ali Rıza Paşa era troppo frettoloso nel pensare che il suo parlamento potesse portargli la legittimità. La casa del parlamento era all'ombra del battaglione britannico di stanza a Costantinopoli. Qualsiasi decisione del parlamento doveva avere le firme di Ali Rıza Paşa e del comandante britannico. La libertà del nuovo governo era limitata. Non ci volle troppo tempo perché i membri del parlamento riconoscessero che in questa situazione non era possibile alcun tipo di integrità. Ali Rıza Paşa e il suo governo erano diventati la voce della Triplice Intesa. Le uniche leggi approvate erano quelle accettabili o specificatamente ordinate dagli inglesi.

### L'ultimo parlamento ottomano
Il 12 gennaio 1920, l'ultima Camera dei deputati ottomana si riunì nella capitale. Prima venne presentato il discorso del sultano e poi un telegramma di Mustafa Kemal, che manifestava la pretesa che il legittimo governo della Turchia fosse ad Ankara in nome del Comitato dei Rappresentanti.

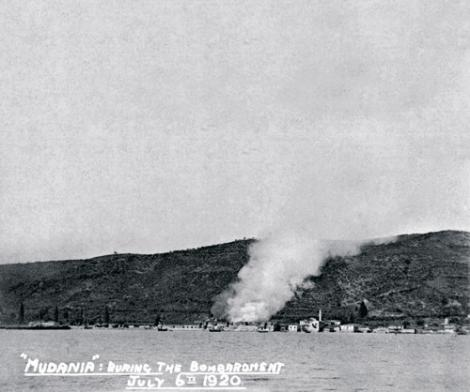
Fuoco causato dal bombardamento britannico a Mudanya (6 luglio 1920)

Un gruppo chiamato Felâh-ı Vatan nel parlamento ottomano lavorò per riconoscere le decisioni prese al Congresso di Erzurum e al Congresso di Sivas. Gli inglesi iniziarono a percepire che un movimento nazionalista turco era fiorente, un movimento con obiettivi contro gli interessi inglesi. Il governo ottomano non stava facendo tutto il possibile per reprimere i nazionalisti. Il 28 gennaio i deputati s'incontrarono segretamente. Vennero fatte proposte per eleggere presidente della Camera Mustafa Kemal, ma ciò venne rinviato nella certezza che gli inglesi avrebbero prorogato la Camera prima che potessero fare ciò che era stato pianificato da sempre, vale a dire accettare la dichiarazione del Congresso di Sivas.
Il 28 gennaio, il parlamento ottomano sviluppò il Patto nazionale (Misak-ı Millî) e lo pubblicò il 12 febbraio. Questo patto adottava sei principi, che richiedevano l'autodeterminazione, la sicurezza di Costantinopoli e l'apertura degli Stretti, anche l'abolizione delle capitolazioni. In effetti il ''Misak-ı Millî'' consolidava molte nozioni nazionaliste, che erano in conflitto con i piani Alleati.

### Il passaggio dall'occupazionede jurea quellade facto
Il Movimento Nazionale - che persuase la Camera dei deputati ottomana a dichiarare un "Patto nazionale" (Misak-ı Millî) contro gli Alleati occupanti - spinse il governo britannico ad agire. Per mettere fine alle speranze nazionaliste turche, gli inglesi decisero di portare sistematicamente la Turchia sotto il loro controllo. Il piano era quello di smantellare le organizzazioni del governo turco, iniziando a Istanbul e trasferendosi in profondità nell'Anatolia. Il Movimento Nazionale di Mustafa Kemal venne visto come il problema principale. Al Ministero degli Esteri britannico venne chiesto di elaborare un piano. Il Ministero degli Esteri suggerì lo stesso piano precedentemente usato durante la rivolta araba. Questa volta, tuttavia, le risorse vennero indirizzate a signori della guerra come Ahmet Anzavur. La politica di questa decisione fu legittimata dal Trattato di Sèvres. L'Anatolia doveva essere occidentalizzata sotto i governi cristiani. Questo era l'unico modo in cui i cristiani potevano essere al sicuro, affermò il governo britannico. Il trattato di Sèvres poneva gran parte dell'Anatolia sotto il controllo cristiano. Questa politica mirava ad abbattere l'autorità in Anatolia separando il sultano, il suo governo e contrapponendo i cristiani (Grecia e Repubblica di Armenia, armeni della Cilicia) contro i musulmani.

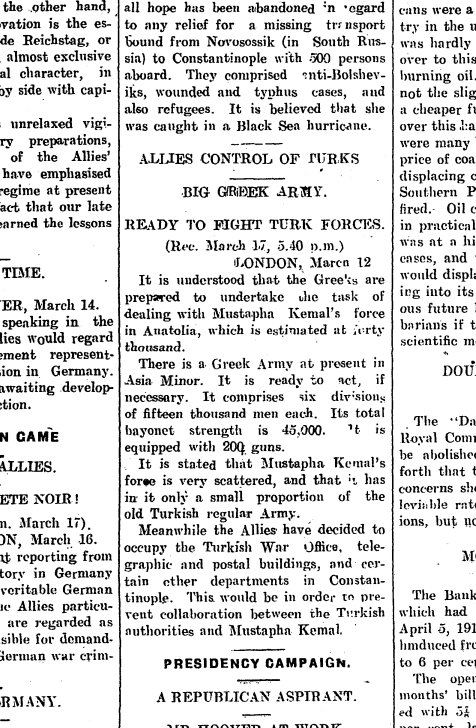
Un articolo di giornale pubblicato il 18 marzo 1920 (The Gray River Argus, Nuova Zelanda)

La notte del 15 marzo, le truppe britanniche iniziarono ad occupare edifici chiave e ad arrestare nazionalisti turchi. Fu un'operazione molto disordinata. Alla scuola di musica militare ci fu resistenza. Morirono almeno dieci studenti ma il bilancio delle vittime ufficiale è sconosciuto ancora oggi. Gli inglesi cercarono di catturare la leadership del movimento. Attaccarono i dipartimenti del Ministro della Guerra e del capo di stato maggiore, Fevzi Çakmak. Çakmak era un ufficiale abile e relativamente conservatore che era noto come uno dei più antichi comandanti da campagna dell'esercito. Presto divenne uno dei principali capi militari del Movimento Nazionale.
Mustafa Kemal era pronto per questa mossa. Avvertì tutte le organizzazioni nazionaliste che ci sarebbero state dichiarazioni fuorvianti dalla capitale. Avvertì che l'unico modo per fermare gli inglesi era organizzare proteste. Disse: "Oggi la nazione turca è chiamata a difendere la sua capacità di civiltà, il suo diritto alla vita e all'indipendenza - il suo intero futuro". Mustafa Kemal conosceva ampiamente la rivolta araba ed il coinvolgimento britannico. Riuscì a stare un passo avanti al Ministero degli Esteri britannico. Questo fatto, così come le sue altre abilità, conferì a Mustafa Kemal una notevole autorità tra i rivoluzionari.
Il 18 marzo il parlamento ottomano inviò una protesta agli Alleati. Il documento affermava che era inaccettabile arrestare cinque dei suoi membri. Ma il danno era stato fatto. Era la fine del sistema politico ottomano. Questo spettacolo di forza degli inglesi aveva lasciato il sultano come unico controllore dell'Impero. Ma il sultano dipendeva dal loro potere di mantenere ciò che restava dell'impero. Ora era un fantoccio degli Alleati.

## Il conflitto giurisdizionale
Il nuovo governo - sperando di minare il movimento nazionale - approvò una fatwa (opinione legale) del Şeyhülislam per qualificare i rivoluzionari turchi come infedeli, chiedendo la morte dei suoi leader. La fatwa affermava che i veri credenti non avrebbero dovuto andare d'accordo con il movimento nazionalista (ribelle). Insieme a questo decreto religioso, il governo condannò a morte Mustafa Kemal ed eminenti nazionalisti in contumacia. Allo stesso tempo, il müfti di Ankara Rifat Börekçi, in difesa del movimento nazionalista, emise una fatwa contraria, dichiarando che la capitale era sotto il controllo dell'Intesa e del governo di Ferit Paşa. In questo testo, l'obiettivo del movimento nazionalista venne dichiarato come liberare il sultanato ed il califfato dai suoi nemici.

### La dissoluzione del parlamento ottomano
Mustafa Kemal si aspettava che gli Alleati non accettassero la relazione Harbord né che rispettassero l'immunità parlamentare se si fosse recato nella capitale ottomana, quindi rimase in Anatolia. Mustafa Kemal spostò la capitale del Comitato dei Rappresentanti da Erzurum ad Ankara in modo da poter rimanere in contatto con il maggior numero possibile di deputati durante il loro viaggio a Costantinopoli per partecipare al parlamento. Fondò anche un giornale, l'Hakimiyet-i Milliye (Sovranità Nazionale), per parlare del movimento sia in Turchia che nel mondo esterno (10 gennaio 1920).
Mustafa Kemal dichiarò che l'unico governo legale della Turchia era il Comitato dei Rappresentanti ad Ankara e che tutti i funzionari civili e militari dovevano obbedire ad esso piuttosto che al governo di Costantinopoli. Questa tesi ottenne un sostegno molto forte, poiché a quel tempo il parlamento ottomano era completamente sotto il controllo degli Alleati.

### La promulgazione della Grande Assemblea Nazionale
Le forti misure prese contro i nazionalisti dal governo ottomano crearono una nuova fase distinta. Mustafa Kemal inviò una nota ai governatori e ai comandanti delle forze, chiedendo loro di attuare l'elezione dei delegati per unirsi alla GAN, che si sarebbe riunita ad Ankara. Mustafa Kemal fece appello al mondo islamico, chiedendo aiuto per assicurarsi che tutti sapessero che stava ancora combattendo in nome del sultano, che era anche il califfo. Dichiarò di voler liberare il califfo dagli Alleati. Vennero fatti piani per organizzare un nuovo governo ed un nuovo parlamento ad Ankara e poi chiedere al sultano di accettare la sua autorità.
Un'ondata di sostenitori si trasferì ad Ankara proprio davanti alle trappole Alleate. Tra questi c'erano Halide Edib, Adnan (Adıvar), İsmet (İnönü), importanti alleati di Mustafa Kemal nel Ministero della Guerra e Celaleddin Arif, presidente della Camera dei deputati. Yunus Nadi (Abalıoğlu), proprietario del giornale Yeni Gün, giornalista-autore e deputato di Smirne, s'incontrò con Halide Edib (Adıvar) a Geyve il 31 marzo. I due intellettuali discussero della necessità di istituire un'agenzia di stampa per contrastare la censura dell'amministrazione Alleata alle notizie. Scelsero Anadolu come nome. Mustafa Kemal, che incontrarono ad Ankara, lanciò immediatamente iniziative per annunciare l'istituzione dell'Agenzia Anadolu. Mustafa Kemal voleva trasmettere notizie al mondo. Kemal sottolineò anche l'importanza di far sentire la lotta nazionale dentro e fuori dal Paese. La diserzione di Celaleddin Arif per la capitale fu di grande significato. Celaleddin Arif dichiarò che il parlamento ottomano era stato sciolto illegalmente. L'armistizio non diede agli Alleati il potere di sciogliere il parlamento ottomano e la Costituzione del 1909 aveva rimosso anche il potere del sultano di farlo, per impedire ciò che Abdülhamid fece nel 1879.
Circa 100 membri del parlamento ottomano furono in grado di sfuggire al raduno degli Alleati e si unirono a 190 deputati eletti in tutto il paese dal gruppo di resistenza nazionale. Ismet Inonü entrò come deputato di Edirne. Nel marzo 1920, i rivoluzionari turchi annunciarono che la nazione turca stava istituendo il proprio parlamento ad Ankara sotto il nome di Grande Assemblea Nazionale (GAN). La GAN assunse il totale potere governativo. Il 23 aprile, la nuova Assemblea si riunì per la prima volta, facendo di Mustafa Kemal il suo primo presidente ed Ismet Inönü capo di stato maggiore. La determinazione del nuovo regime di ribellarsi contro il governo nella capitale e non contro il sultano venne presto resa evidente. Entro il 3 maggio 1920, ad Ankara si formò anche un governo provvisorio turco.

### Prime pressioni sulle milizie nazionaliste
L'Anatolia aveva molte forze in competizione sul suo territorio: battaglioni britannici, le forze di Ahmet Anzavur e l'esercito del sultano. Il sultano diede 4 000 soldati del suo Kuva-i Inzibatiye (Esercito del Califfato) per resistere ai nazionalisti. Quindi, usando i soldi degli Alleati, arruolò un'altra armata, una forza di circa 2 000 abitanti non musulmani che venne inizialmente schierata ad Iznik. Il governo del sultano inviò forze sotto il nome di Esercito del Califfato contro i rivoluzionari e stimolò attacchi antirivoluzionari.
Gli inglesi, essendo scettici su quanto fossero formidabili questi ribelli, decisero di usare un potere irregolare per contrastare questa ribellione. Le forze nazionaliste vennero distribuite in tutta la Turchia, quindi vennero inviate unità molto piccole per affrontarle. A Izmit c'erano due battaglioni dell'esercito britannico. I loro comandanti vivevano sulla nave da guerra ottomana Yavuz. Queste unità dovevano essere usate per sbaragliare i partigiani sotto il comando di Ali Fuat Cebesoy e Refet Bele.
Il 13 aprile 1920, il primo conflitto si verificò a Düzce come conseguenza diretta della fatwa dello sheik ul-Islam. Il 18 aprile 1920, il conflitto di Düzce venne esteso a Bolu; il 20 aprile 1920 si estese a Gerede. Il movimento travolse una parte importante dell'Anatolia nordoccidentale per circa un mese. Il governo ottomano aveva accordato uno status semi-ufficiale al Kuva-i Inzibatiye e Ahmet Anzavur ricopriva un ruolo importante nella rivolta. Entrambe le parti si affrontarono in una battaglia campale vicino a Izmit il 14 giugno. Le forze di Ahmet Anzavur e le unità britanniche erano più numerose delle milizie. Eppure, sotto pesante attacco, alcuni dei Kuva-i Inzibatiye disertarono e si unirono ai ranghi opposti. Ciò rivelò che il sultano non aveva il sostegno incrollabile dei suoi uomini. Nel frattempo, il resto di queste forze si ritirò dietro le linee britanniche che mantennero la loro posizione.

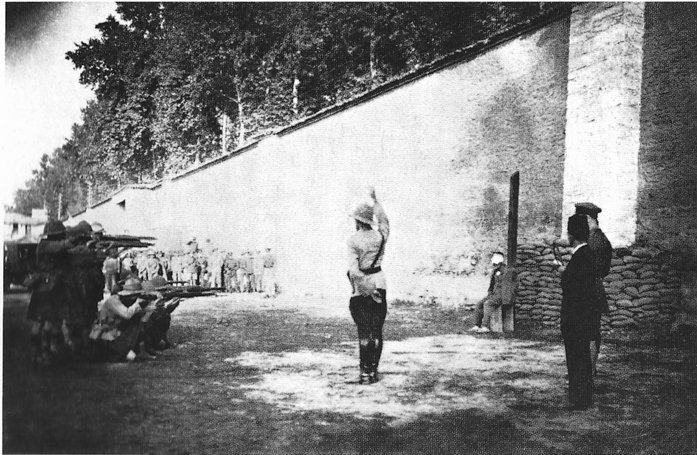
Esecuzione di un kemalista da parte delle forze britanniche ad Izmit. (1920)

Lo scontro fuori da Izmit portò gravi conseguenze. Le forze britanniche aprirono il fuoco sui nazionalisti e li bombardarono dal cielo. Questo bombardamento li costrinse a ritirarsi, ma ci fu un panico a Costantinopoli. Il comandante britannico, il generale George Milne, chiese rinforzi. Ciò portò ad uno studio per determinare cosa sarebbe stato necessario per sconfiggere i nazionalisti turchi. Il rapporto, firmato dal feldmaresciallo Ferdinand Foch, concludeva che 27 divisioni sarebbero state sufficienti, ma l'esercito britannico non aveva 27 divisioni di riserva. Inoltre, un dispiegamento di queste dimensioni avrebbe potuto avere conseguenze politiche disastrose nel fronte interno. La prima guerra mondiale era appena terminata e l'opinione pubblica britannica non avrebbe sostenuto un'altra spedizione lunga e costosa.
Gli inglesi accettarono il fatto che un movimento nazionalista non poteva essere affrontato senza schieramento di forze consistenti e ben addestrate. Il 25 giugno, le forze originarie del Kuva-i Inzibatiye vennero smantellate sotto la supervisione britannica. La posizione ufficiale era che non ci sarebbe stato alcun vantaggio. Gli inglesi si resero conto che l'opzione migliore per sconfiggere questi nazionalisti turchi era usare una forza che era stata testata in battaglia e abbastanza feroce da combattere i turchi sul loro stesso territorio. Gli inglesi non dovettero cercare lontano dal vicino turco: la Grecia.

### Lo stabilimento dell'esercito
Prima della circolare di Amasya (22 giugno 1919), Mustafa Kemal incontrò una delegazione bolscevica guidata dal colonnello Semën Budënnyj. I bolscevichi volevano annettere le parti del Caucaso, compresa la Prima Repubblica di Armenia, che in precedenza facevano parte della Russia zarista. Videro anche una Repubblica turca come uno stato cuscinetto o forse un alleato comunista. La risposta ufficiale di Mustafa Kemal fu: "Tali domande dovranno essere rinviate fino al raggiungimento dell'indipendenza turca". Avere questo sostegno era importante per il movimento nazionale.
Il primo obiettivo era assicurarsi le armi dall'estero. Le ottennero principalmente dalla Russia sovietica, dall'Italia e dalla Francia. Queste armi - specialmente quelle sovietiche - permisero ai turchi di organizzare un esercito efficace. I trattati di Mosca e Kars (1921) stabilirono il confine tra la Turchia e le repubbliche transcaucasiche controllate dai sovietici, mentre la Russia stessa era in uno stato di disordine e si preparava a fondare l'Unione Sovietica. In particolare Naxçıvan e Batumi vennero cedute alla futura URSS. In cambio i nazionalisti ricevettero sostegno e oro. Per le risorse promesse, i nazionalisti dovettero attendere la battaglia del Sakarya (agosto-settembre 1921).
Fornendo aiuti finanziari e di materiale bellico, i bolscevichi, sotto Vladimir Lenin, miravano a riscaldare la guerra tra gli Alleati e i nazionalisti turchi al fine di impedire la partecipazione di più truppe Alleate alla guerra civile russa. Allo stesso tempo, i bolscevichi tentarono di esportare ideologie comuniste in Anatolia e inoltre appoggiarono individui (ad esempio: Mustafa Suphi) che erano filo-comunisti.
Secondo documenti sovietici, il sostegno finanziario e bellico sovietico tra il 1920 e il 1922 ammontava a: 39 000 fucili, 327 mitragliatrici, 54 cannoni, 63 milioni di proiettili di fucile, 147 000 granate, 2 motovedette, 200,6 kg di lingotti d'oro e 10,7 milioni di lire turche (che rappresentava un ventesimo del bilancio turco durante la guerra). Inoltre i sovietici diedero ai nazionalisti turchi 100 000 rubli d'oro per aiutare a costruire un orfanotrofio e 20 000 lire per ottenere attrezzature da tipografia e attrezzature cinematografiche.

## I conflitti

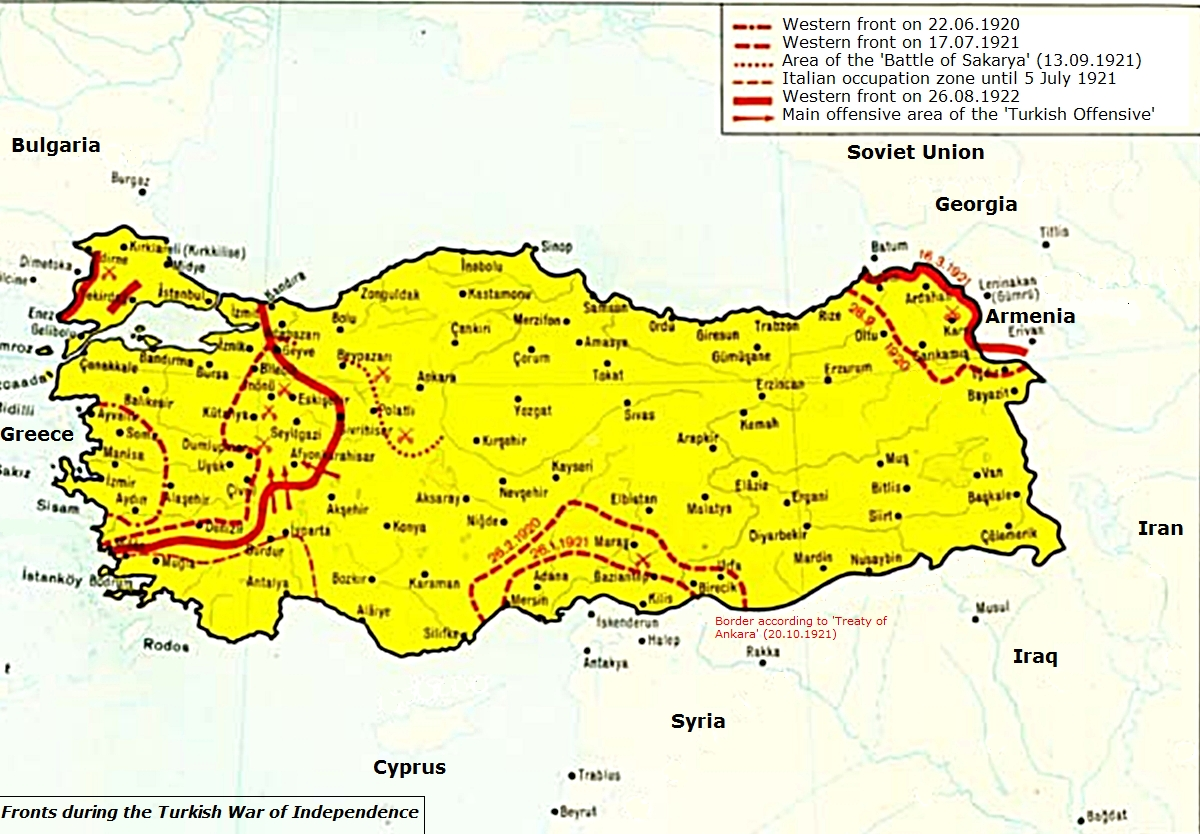
Mappa che mostra i fronti occidentale, orientale e meridionale durante la guerra d'indipendenza turca.

### Il fronte orientale
Il confine tra la Repubblica di Armenia (RDA) e l'Impero ottomano venne definito nel Trattato di Brest-Litovsk (3 marzo 1918) dopo la rivoluzione bolscevica, e successivamente dal Trattato di Batum (4 giugno 1918) con la RDA. Era ovvio che dopo l'armistizio di Mudros (30 ottobre 1918) il confine orientale non sarebbe rimasto come era stato disegnato. Ci furono colloqui in corso con la diaspora armena e la Triplice Intesa per rimodellare il confine. I Quattordici punti erano visti come un incentivo per la RDA, se gli armeni avessero potuto dimostrare di essere la maggioranza della popolazione e di avere il controllo militare sulle regioni orientali. I movimenti armeni ai confini venivano usati come argomento per ridisegnare il confine tra l'impero ottomano e la RDA. Woodrow Wilson accettò di trasferire i territori alla RDA in base al principio che erano dominati dagli armeni. I risultati di questi colloqui dovettero riflettersi sul Trattato di Sèvres (10 agosto 1920). Vi fu anche un movimento di armeni dal sud-est con il sostegno francese. L'accordo franco-armeno accordava le rivendicazioni armene alla Cilicia con l'istituzione della Legione armena. L'idea generale a quel tempo era quella di integrare la RDA nel movimento armeno sudorientale sostenuto dalla Francia. In questo modo la RDA avrebbe potuto ottenere risorse molto richieste per bilanciare i movimenti espansionisti bolscevichi.
Uno dei combattimenti più importanti si svolse su questo confine. L'esordio molto precoce di un esercito nazionale ne fu la prova, anche se c'era un urgente pericolo greco ad ovest. Il palcoscenico della campagna orientale si sviluppò attraverso i due rapporti di Kâzım Karabekir Paşa (30 maggio e 4 giugno 1920) che delineavano la situazione nella regione. Descriveva in dettaglio le attività della Repubblica armena e forniva consulenza su come modellare le fonti ai confini orientali, in particolare ad Erzurum. Il governo russo inviò un messaggio per fissare non solo il confine armeno ma anche quello iraniano attraverso la diplomazia sotto il controllo russo. Il sostegno sovietico fu assolutamente vitale per il movimento nazionalista turco, poiché la Turchia era sottosviluppata e non aveva industria di armamenti interna. Bakir Sami Bey venne assegnato ai colloqui. I bolscevichi chiesero che Van e Bitlis venissero cedute all'Armenia. Ciò era inaccettabile per i rivoluzionari turchi.

#### La risoluzione orientale
Il trattato di Sèvres venne firmato dall'impero ottomano e venne seguito dall'occupazione di Artvin da parte delle forze georgiane il 25 luglio.
Il Trattato di Alessandropoli (2-3 dicembre 1920) fu il primo trattato (anche se illegittimo) firmato dai rivoluzionari turchi. Avrebbe dovuto annullare le attività armene sul confine orientale, il che si rifletteva nel Trattato di Sèvres come una successione di regioni chiamate Armenia wilsoniana. Il decimo punto del Trattato di Alessandropoli affermava che l'Armenia aveva rinunciato al Trattato di Sèvres, che prevedeva l'Armenia wilsoniana. L'accordo venne in realtà firmato con i rappresentanti dell'ex governo dell'Armenia, che a quel tempo non avevano potere de jure o de facto in Armenia, poiché il dominio sovietico era già stato stabilito nel paese.
Dopo l'accordo di pace con i nazionalisti turchi, a fine novembre, in Armenia ebbe luogo una rivolta comunista appoggiata dai sovietici. Il 28 novembre 1920, l'11ª Armata Rossa sotto il comando di Anatolij Gekker attraversò l'Armenia dall'Azerbaigian sovietico. La seconda guerra sovietica-armena durò solo una settimana. Dopo la loro sconfitta da parte dei rivoluzionari turchi, gli armeni non erano più una minaccia per la causa nazionalista. È anche possibile affermare che se la RDA si fosse accontentata dei confini del 1919, avrebbe potuto mostrare più resistenza alla conquista bolscevica, sia internamente che esternamente, ma non era così che accadevano le cose.
Il 16 marzo 1921, i bolscevichi e la Turchia firmarono un accordo più completo, il trattato di Kars, che coinvolgeva rappresentanti dell'Armenia sovietica, dell'Azerbaigian sovietico e della Georgia sovietica.
Le armi lasciate dalle forze della RDA sconfitte vennero inviate ad ovest per essere usate contro i Greci.

### Il fronte occidentale

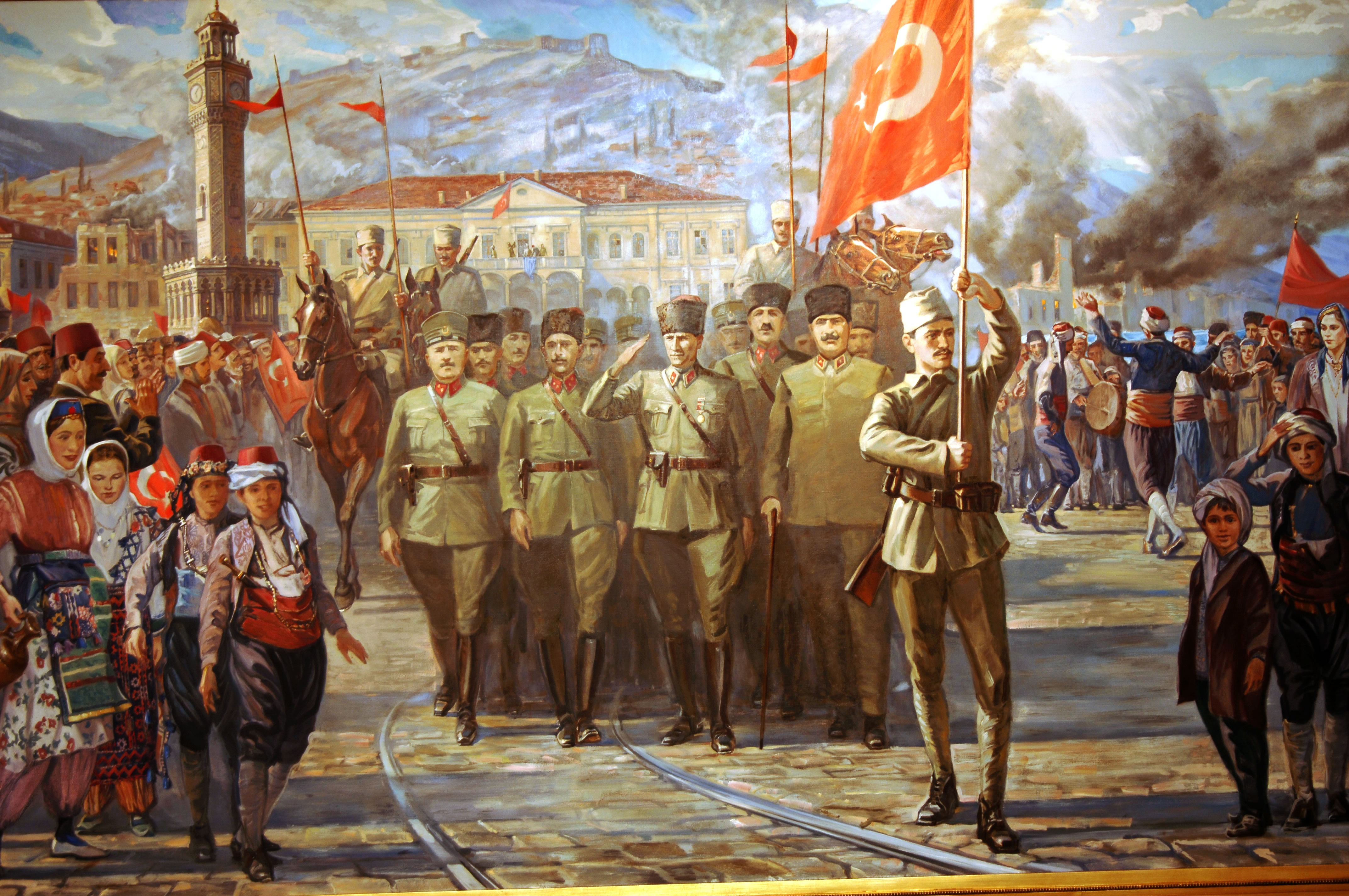
Descritta qui in un dipinto a olio del 1922, la conquista turca di Smirne, l'ingresso dell'esercito turco a Smirne (conosciuta come la Liberazione di Smirne in turco) il 9 settembre 1922, in seguito alla riuscita grande offensiva di Smirne, sigillò efficacemente la vittoria turca e terminò la guerra. Smirne era il luogo in cui la resistenza armata civile turca contro l'occupazione dell'Anatolia da parte degli Alleati iniziò per la prima volta il 15 maggio 1919.

La guerra sorse perché gli Alleati occidentali, in particolare il primo ministro britannico David Lloyd George, avevano promesso alla Grecia ottenimenti territoriali a spese dell'Impero ottomano se la Grecia fosse entrata in guerra dalla parte degli Alleati. Questi includevano parti della sua patria ancestrale, la Tracia orientale, le isole di Imbro (Gökçeada), Tenedo (Bozcaada) e parti dell'Anatolia occidentale intorno alla città di Smirne. La Grecia voleva incorporare Costantinopoli per realizzare la Megali Idea, ma le potenze dell'Intesa non acconsentirono.
La Triplice Intesa decise che la Grecia avrebbe controllato una zona intorno a Smirne e Ayvalik nell'Asia Minore occidentale. La ragione di questi sbarchi erano i precedenti sbarchi italiani sulla costa meridionale della Turchia, compresa la città di Antalya. Gli Alleati si preoccuparono di un'ulteriore espansione italiana e videro gli sbarchi greci come un modo per evitarla.
Il 28 maggio, i Greci sbarcarono ad Ayvalık. Non fu una sorpresa che questa piccola città fosse stata scelta poiché questa era la roccaforte di lingua greca prima delle guerre balcaniche. Le guerre balcaniche cambiarono la natura di questa regione. Gli abitanti musulmani che furono costretti a lasciare i confini della Grecia, principalmente da Creta, si stabilirono in questa zona. Sotto un vecchio tenente colonnello ottomano, Ali Çetinkaya, queste persone formarono un'unità. Insieme alle unità di Ali Çetinkaya, la popolazione nella regione si radunò attorno a Reşit, Tevfik e Çerkes Ethem. Queste unità erano molto determinate a combattere contro la Grecia in quanto non c'era altro posto in cui potevano essere respinti. Reşit, Tevfik ed Ethem erano uomini di origine circassa che vennero espulsi dai russi dalle loro terre ancestrali nel Caucaso. Si stabilirono attorno alla costa egea. Le truppe greche incontrarono per la prima volta questi irregolari. Mustafa Kemal chiese all'ammiraglio Rauf Orbay se poteva aiutare a coordinare le unità sotto Ali Çetinkaya, Reşit, Tevfik e Çerkez Ethem. Rauf Orbay, anch'egli di origine circassa, riuscì a collegare questi gruppi. Egli chiese loro di tagliare le linee di supporto logistico greco.
La decisione degli Alleati di consentire uno sbarco greco a Smirne derivò dai precedenti sbarchi italiani ad Antalya. Di fronte all'annessione italiana di parti dell'Asia Minore con una significativa popolazione etnica greca, Venizelos ottenne il permesso degli Alleati alle truppe greche di sbarcare a Smirne, apparentemente per proteggere la popolazione civile dalle turbolenze. I turchi affermano che Venizelos volesse creare un insediamento greco omogeneo per poterlo annettere alla Grecia e le sue dichiarazioni pubbliche lasciavano pochi dubbi sulle intenzioni greche: "La Grecia non sta combattendo contro l'Islam, ma contro l'anacronistico governo ottomano e la sua amministrazione corrotta, ignominiosa e sanguinosa, al fine di espellerla da quei territori in cui la maggioranza della popolazione è composta da greci".

#### Il palcoscenico occidentale

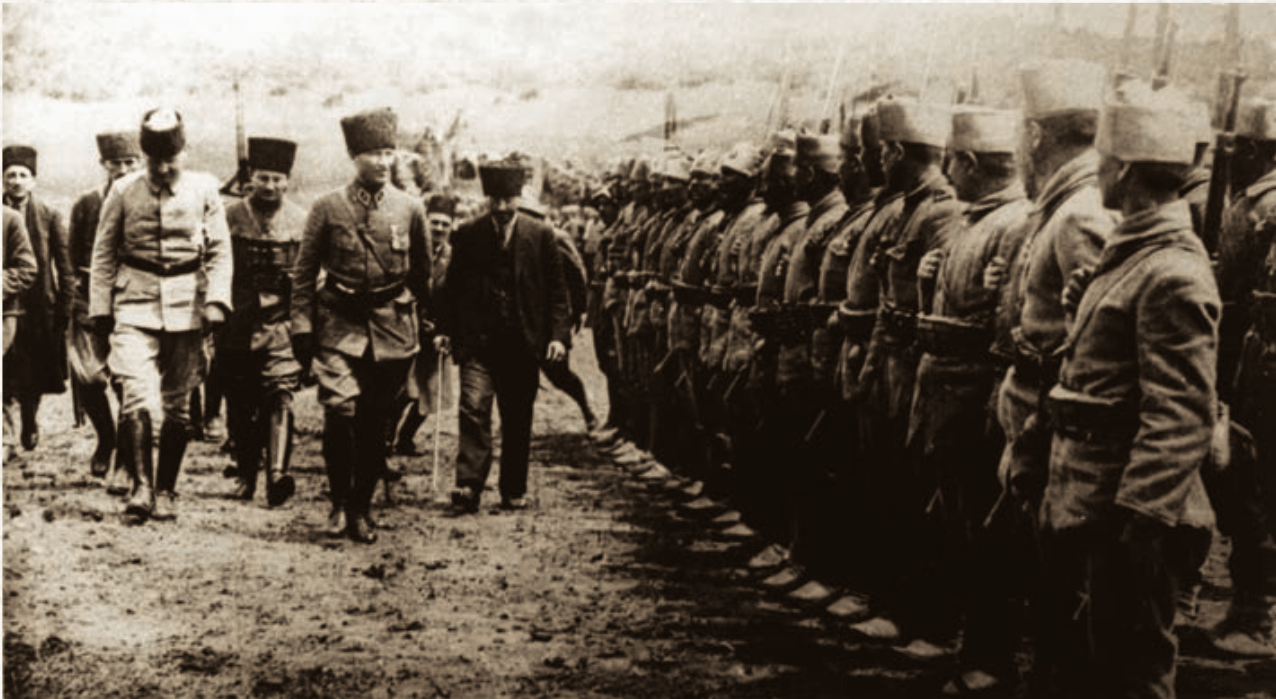
Kemal Pasha ispeziona le truppe (18 giugno 1922)

Non appena le forze greche sbarcarono a Smirne, un nazionalista turco aprì il fuoco provocando brutali rappresaglie. Le forze greche usarono Smirne come base per lanciare attacchi più profondi in Anatolia. Mustafa Kemal rifiutò di accettare una presenza greca anche solo temporanea a Smirne. Alla fine, i nazionalisti turchi con l'aiuto delle forze armate kemaliste sconfissero le truppe e la popolazione greche e le respinsero da Smirne e dal resto dell'Anatolia.

#### La risoluzione occidentale

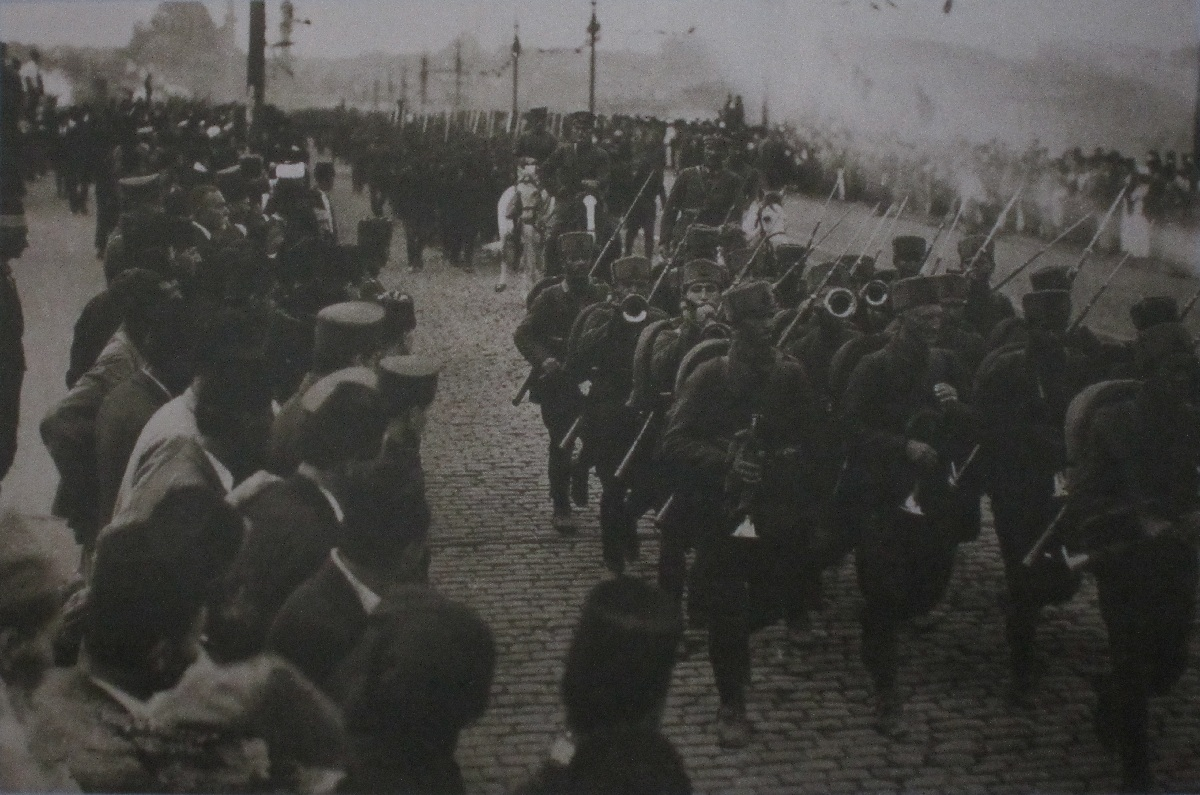
Soldati turchi entrano a Costantinopoli il 6 ottobre 1923

Con i confini protetti da trattati e accordi a est e sud, Mustafa Kemal era ora in una posizione dominante. I nazionalisti furono quindi in grado di chiedere il 5 settembre 1922 che i greci evacuassero la Tracia orientale, Imbro e Tenedo, nonché l'Asia Minore, e che il fiume Maritsa (Meriç turco) tornasse ad essere il confine occidentale della Turchia, come prima del 1914. Gli inglesi erano pronti a difendere la zona neutrale di Costantinopoli e dello stretto e i francesi chiesero a Kemal di rispettarla, che egli accettò il 28 settembre. Tuttavia, Francia, Italia, Jugoslavia e i Dominion britannici si opposero a una nuova guerra.
Francia, Italia e Gran Bretagna invitarono Mustafa Kemal ad avviare negoziati per il cessate il fuoco. In cambio, il 29 settembre Kemal chiese l'avvio dei negoziati a Mudanya. I negoziati a Mudanya iniziarono il 3 ottobre e si conclusero con l'armistizio di Mudanya. Ciò venne concordato l'11 ottobre, due ore prima che gli inglesi intendessero impegnarsi a Çanakkale, e firmato il giorno successivo. I greci inizialmente rifiutarono di accettare, ma lo fecero il 13 ottobre. I fattori che convinsero la Turchia a firmare potrebbero aver incluso l'arrivo dei rinforzi britannici.
L'armistizio rese quindi possibile agli Alleati il riconoscimento della pretesa turca nei confronti della Tracia orientale, che fu concordata alla Conferenza di Losanna il 20 novembre 1922.

### Il fronte meridionale

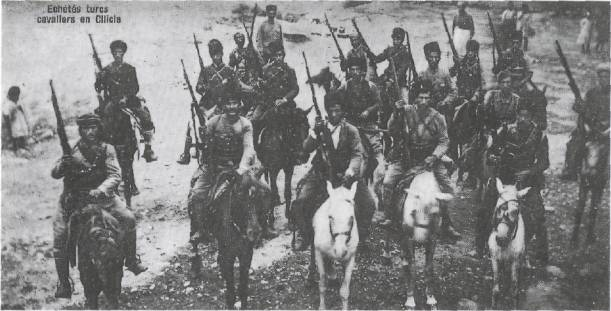
Milizie nazionaliste turche in Cilicia

I francesi volevano prendere il controllo della Siria. Con la pressione contro i francesi, la Cilicia sarebbe stata facilmente lasciata ai nazionalisti. Le montagne del Tauro erano fondamentali per il governo di Ankara. I soldati francesi erano stranieri nella regione e stavano usando la milizia armena per acquisire la loro intelligence. I cittadini turchi avevano collaborato con le tribù arabe in quest'area. Rispetto alla minaccia greca, esse furono il secondo pericolo più grande per il governo di Ankara. Kemal propose che se la minaccia greca avesse potuto essere dispersa, i francesi non avrebbero resistito.

### La conferenza di Londra
Nel salvare il Trattato di Sèvres, la Triplice Intesa costrinse i rivoluzionari turchi a concordare i termini attraverso una serie di conferenze a Londra. La Conferenza di Londra, con forti differenze, fallì sia nella prima che nella seconda fase. Il trattato di Sèvres, modificato dalla conferenza come un accordo di pace, era incompatibile con il Patto Nazionale.
La conferenza di Londra diede alla Triplice Intesa l'opportunità d'invertire alcune delle sue politiche. In ottobre, le parti della conferenza ricevettero un rapporto dell'ammiraglio Mark Lambert Bristol. Egli aveva organizzato una commissione per analizzare la situazione e indagare sullo spargimento di sangue durante l'occupazione di Smirne e le seguenti attività nella regione. La commissione riferì che se non fosse seguita l'annessione, la Grecia non avrebbe dovuto essere l'unica forza di occupazione in questo settore. L'ammiraglio Bristol non era così sicuro di come spiegare quest'annessione al presidente degli Stati Uniti Woodrow Wilson mentre insisteva sul "rispetto delle nazionalità" nei Quattordici punti. Credeva che i sentimenti dei turchi "non accetteranno mai quest'annessione".
Né la Conferenza di Londra né il rapporto dell'ammiraglio Mark Lambert Bristol cambiarono la posizione del primo ministro britannico David Lloyd George. Il 12 febbraio 1921, egli appoggiò l'annessione della costa egea seguita dall'offensiva greca. David Lloyd George agì con i suoi sentimenti, che si erano sviluppati durante la campagna di Gallipoli, al contrario del generale Milne, che era il suo ufficiale terrestre.

## I negoziati di pace

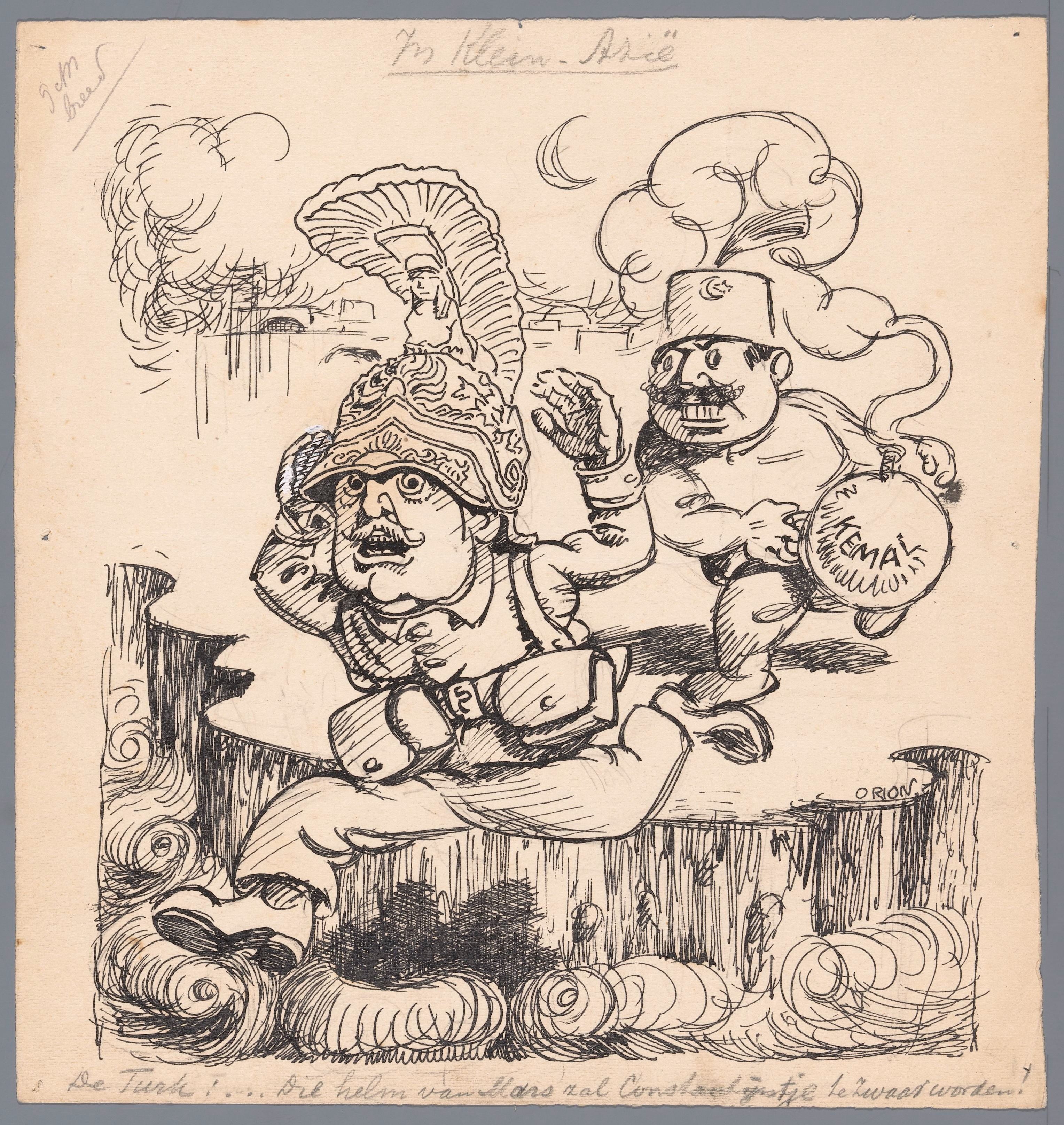
Un cartone politico: il re greco Costantino fugge dalla bomba che recita "KEMAL"

I primi negoziati tra le parti fallirono durante la Conferenza di Londra. Il palcoscenico per la pace venne posto dopo la decisione della Triplice Intesa di prendere un accordo con i rivoluzionari turchi. Prima dei colloqui con l'Intesa, i nazionalisti stabilirono parzialmente i loro confini orientali con la Repubblica Democratica d'Armenia, firmando il Trattato di Alessandropoli, ma i cambiamenti nel Caucaso - in particolare l'istituzione della RSS armena - richiesero un altro giro di colloqui. Il risultato fu il Trattato di Kars, un trattato successivo al precedente Trattato di Mosca del marzo 1921. Venne firmato a Kars con la RFSS russa il 13 ottobre 1921 e ratificato a Yerevan l'11 settembre 1922.

### L'armistizio di Mudanya
La città di villeggiatura del mar di Marmara, Mudanya, ospitò la conferenza per organizzare l'armistizio il 3 ottobre 1922. Ismet (İnönü), comandante delle armate occidentali, era di fronte agli Alleati. La scena era diversa da Mudros, dato che gli inglesi e i greci erano in difesa. La Grecia era rappresentata dagli Alleati.
Gli inglesi si aspettavano ancora che la GAN facesse delle concessioni. Dal primo discorso, gli inglesi furono sorpresi mentre Ankara chiedeva l'adempimento del Patto Nazionale. Durante la conferenza, le truppe britanniche a Costantinopoli si stavano preparando ad un attacco kemalista. Non vi furono mai combattimenti in Tracia, poiché le unità greche si ritirarono prima che i turchi attraversassero lo stretto dall'Asia Minore. L'unica concessione che Ismet fece agli inglesi fu un accordo sul fatto che le sue truppe non avanzassero ulteriormente verso i Dardanelli, il che diede un rifugio sicuro alle truppe britanniche finché la conferenza fosse continuata. La conferenza si trascinò ben oltre le aspettative originali. Alla fine, furono gli inglesi a cedere ai progressi di Ankara.
L'armistizio di Mudanya venne firmato l'11 ottobre. Secondo le sue condizioni, l'esercito greco si sarebbe spostato a ovest del Maritsa, liberando la Tracia orientale dagli Alleati. Il famoso autore americano Ernest Hemingway era in Tracia all'epoca e seguì l'evacuazione della Tracia orientale della sua popolazione greca. Scrisse diversi racconti su Tracia e Smirne, che appaiono nel suo libro In Our Time. L'accordo entrò in vigore a partire dal 15 ottobre. Le forze Alleate sarebbero rimaste nella Tracia orientale per un mese per assicurare la legge e l'ordine. In cambio, Ankara avrebbe riconosciuto la continua occupazione britannica delle zone di Costantinopoli e dello Stretto fino alla firma del trattato finale.
Refet Bele venne assegnato a prendere il controllo della Tracia orientale dagli Alleati. Fu il primo rappresentante a raggiungere la vecchia capitale. Gli inglesi non permisero i cento gendarmi che venivano con lui. Quella resistenza durò fino al giorno successivo.

### L'abolizione del sultanato
Kemal aveva deciso da tempo di abolire il sultanato quando il momento fosse stato maturo. Dopo aver affrontato l'opposizione di alcuni membri dell'assemblea, usando la sua influenza come eroe di guerra, riuscì a preparare un disegno di legge per l'abolizione del sultanato, che venne poi sottoposto all'Assemblea Nazionale per il voto. In quell'articolo, si affermava che la forma del governo di Costantinopoli, appoggiata alla sovranità di un individuo, aveva già cessato di esistere quando le forze britanniche occuparono la città dopo la prima guerra mondiale. Inoltre, si sosteneva che sebbene il califfato appartenesse all'Impero ottomano, si basava sullo stato turco per la sua dissoluzione e l'Assemblea nazionale turca avrebbe avuto il diritto di scegliere un membro della famiglia ottomana nell'ufficio del califfo. Il 1º novembre, la Grande Assemblea turca votò per l'abolizione del sultanato ottomano. L'ultimo sultano lasciò la Turchia il 17 novembre 1922, su una nave da guerra britannica mentre si recava a Malta. Tale fu l'ultimo atto del declino e della caduta dell'Impero ottomano.

### La conferenza di Losanna

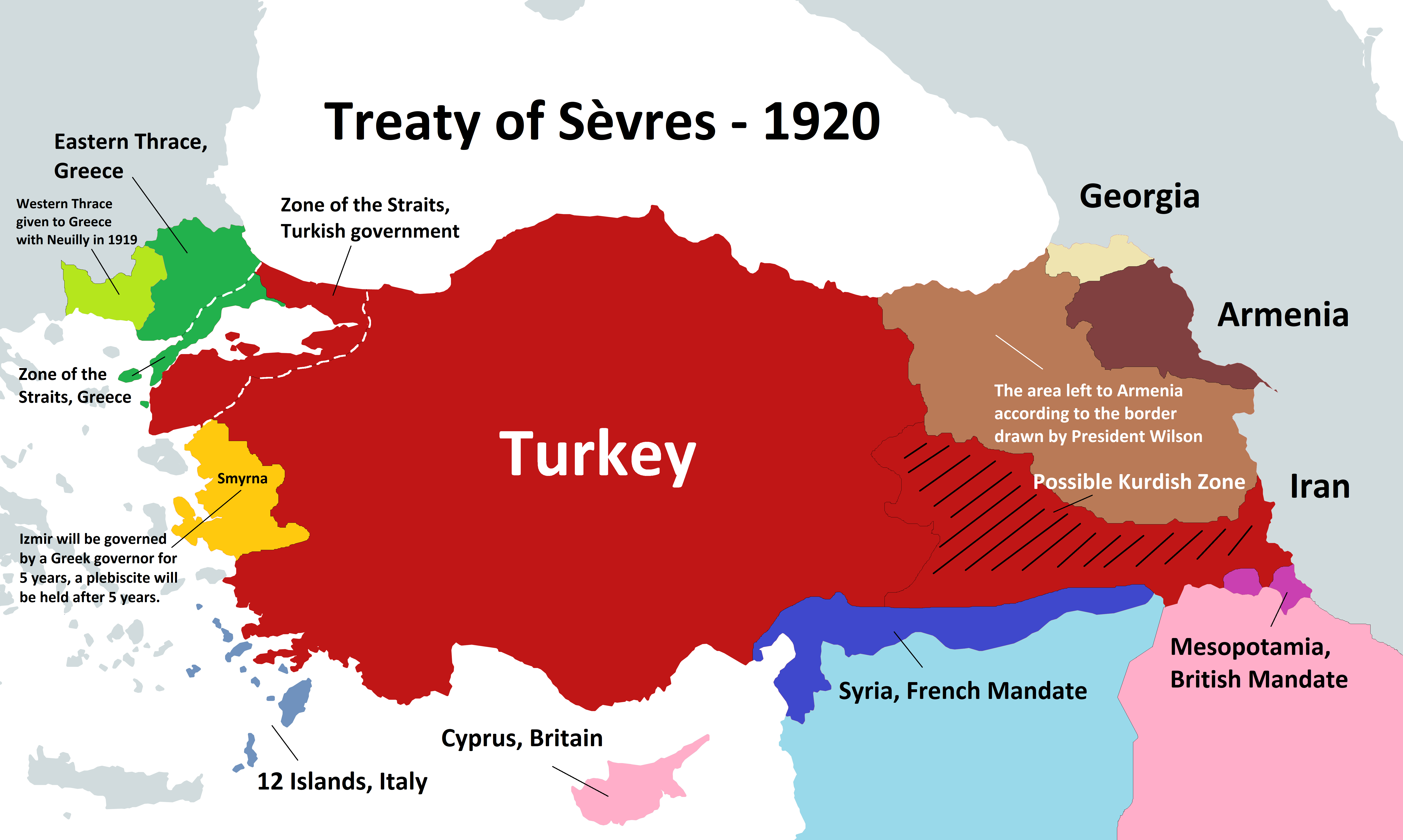
Confini dell'Impero ottomano secondo il Trattato di Sèvres (1920) che venne annullato e sostituito dal Trattato di Losanna nel 1923

La Conferenza di Losanna iniziò il 21 novembre 1922 a Losanna, in Svizzera, e durò fino al 1923. Il suo scopo era la negoziazione di un trattato per sostituire il Trattato di Sèvres, che, sotto il nuovo governo della Grande Assemblea Nazionale, non era più riconosciuto dalla Turchia. İsmet İnönü fu il principale negoziatore turco. İnönü mantenne la posizione di base del governo di Ankara secondo cui doveva essere trattato come uno stato indipendente e sovrano, uguale a tutti gli altri stati presenti alla conferenza. In conformità con le direttive di Mustafa Kemal, mentre discuteva di questioni riguardanti il controllo delle finanze e della giustizia turche, le Capitolazioni, lo Stretto turco e questioni simili, rifiutò qualsiasi proposta che avesse potuto compromettere la sovranità turca. Alla fine, dopo lunghi dibattiti, il 24 luglio 1923 venne firmato il trattato di Losanna. Dieci settimane dopo la firma le forze Alleate lasciarono Istanbul.
La conferenza si aprì con i rappresentanti di Regno Unito, Francia, Italia e Turchia. Vennero ascoltati i discorsi di Benito Mussolini dell'Italia e di Raymond Poincaré della Francia. Al termine dei loro discorsi, la Turchia aderì alle clausole politiche e alla "libertà degli stretti", che era la principale preoccupazione della Gran Bretagna. La questione dello status di Mossul venne rinviata, dal momento che Curzon rifiutò di muoversi sulla posizione britannica secondo cui l'area era parte dell'Iraq. Il possesso di Mossul da parte del mandato britannico dell'Iraq venne confermato da un accordo mediato dalla Società delle Nazioni tra Turchia e Gran Bretagna nel 1926. La delegazione francese, tuttavia, non raggiunse nessuno dei suoi obiettivi e il 30 gennaio 1923 emise una dichiarazione che non considerava la bozza del trattato nient'altro che una "base di discussione". I turchi si rifiutarono quindi di firmare il trattato. Il 4 febbraio 1923, Curzon fece un appello finale a Ismet Paşa per firmare, e quando egli rifiutò il segretario agli Esteri interruppe i negoziati e se ne andò quella notte sull'Orient Express.

### Il trattato di Losanna
Il trattato di Losanna, infine firmato nel luglio del 1923, portò al riconoscimento internazionale della sovranità della Repubblica di Turchia come stato successore del defunto impero ottomano.

### L'istituzione della repubblica

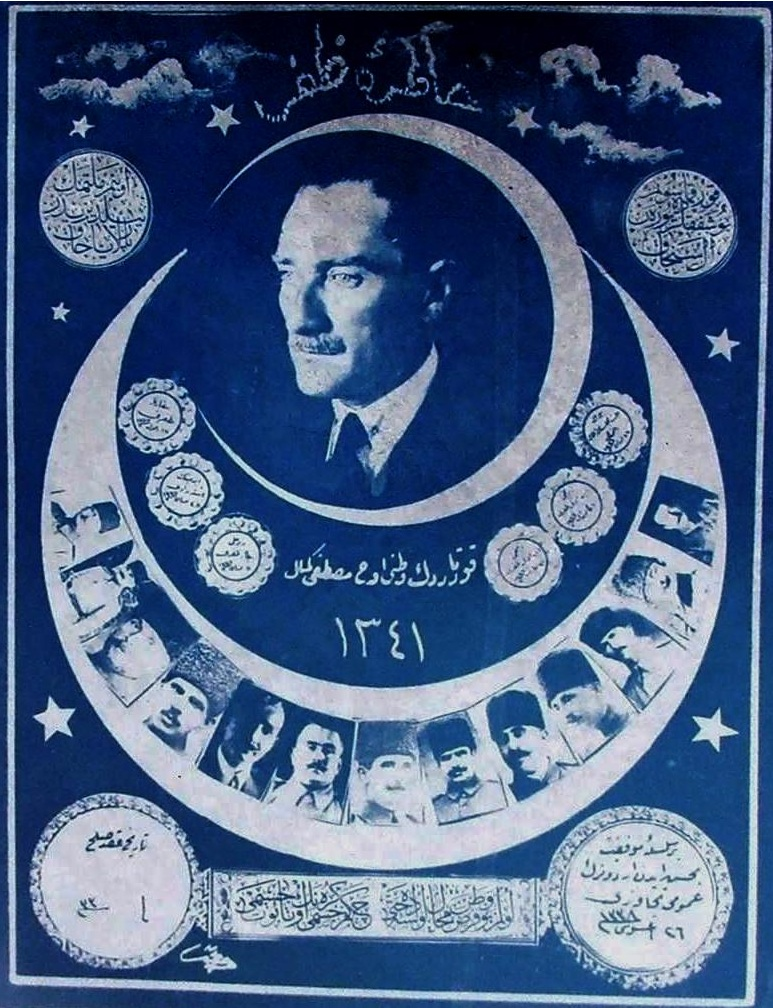
Hatıra-i Zafer (Memoria della Vittoria) di Hasan Sabri nel 1925.

Una repubblica venne proclamata il 29 ottobre 1923, nella nuova capitale di Ankara. Mustafa Kemal (Atatürk) venne eletto come primo presidente. Nel formare il suo governo, collocò Mustafa Fevzi (Çakmak), Köprülü Kâzım (Özalp) e İsmet (İnönü) in posizioni importanti. Lo aiutarono a stabilire le sue successive riforme politiche e sociali in Turchia.

### Annotazioni
1. ↑  Nell'agosto 1922 l'esercito turco formò 23 divisioni di fanteria e 6 divisioni di cavalleria. Equivalente a 24 divisioni di fanteria e 7 divisioni di cavalleria, se s'includono 3 reggimenti aggiuntivi di fanteria, 5 reggimenti di frontiera sottodimensionati, 1 brigata di cavalleria e 3 reggimenti di cavalleria (271 403 uomini in totale). Le truppe vennero distribuite in Anatolia come segue:[22] Fronte orientale: 2 divisioni di fanteria, 1 divisione di cavalleria, aree fortificate di Erzurum e di Kars e 5 reggimenti di frontiera (29 514 uomini); Fronte di El-Cezire (Anatolia sud-orientale, regione orientale del fiume Eufrate): 1 divisione di fanteria e 2 reggimenti di cavalleria (10 447 uomini); area dell'Armata Centrale: 1 divisione di fanteria e 1 brigata di cavalleria (10 000 uomini); comando di Adana: 2 battaglioni (500 uomini); Area di Gaziantep: 1 reggimento di fanteria e 1 reggimento di cavalleria (1 000 uomini); Unità e istituzioni della regione interna: 12 000 uomini; Fronte occidentale: 18 divisioni di fanteria e 5 divisioni di cavalleria, se s'includono la brigata indipendente e i reggimenti, 19 divisioni di fanteria e 5.5 divisioni di cavalleria (207 942 uomini).
2. ↑  Secondo alcune stime turche, le vittime furono almeno 120 000-130 000[37] Fonti occidentali danno 100 000 morti e feriti,[38][39] con una somma totale di 200 000 vittime, tenendo conto del fatto che 100 000 vittime sono state subite esclusivamente tra agosto e settembre 1922.[40][41][42] Anche le perdite materiali, durante la guerra, furono enormi.[43]
3. ↑  Mehmet Çavuş divenne Mehmet Kara secondo la Legge sui Cognomi nel 1934. Çavuş è il grado militare corrispettivo al grado di sergente
4. ↑  Il fuoco di Mehmet Çavuş contro i francesi a Dörtyol era sconosciuto in passato. Ma il fuoco di Hasan Tahsin fu il primo proiettile sul fronte occidentale

### Fonti
1. ↑  Chester Neal Tate, Governments of the World: a Global Guide to Citizens' Rights and Responsibilities, Macmillan Reference USA/Thomson Gale, 2006, p. 205.
2. ↑  Secondo John R. Ferris, "La decisiva vittoria turca in Anatolia [...] produsse la più grave crisi strategica tra l'armistizio del 1918 e Monaco, oltre a un cambiamento sismico nella politica britannica [...]". Erik Goldstein and Brian McKerche, Power and Stability: British Foreign Policy, 1865–1965, 2004 p. 139
3. ↑  A. Strahan affermò che: "L'internazionalizzazione di Costantinopoli e dello Stretto sotto l'egida della Società delle Nazioni, attuabile nel 1919, era fuori discussione dopo la completa e decisiva vittoria turca sui greci". A. Strahan, Contemporary Review, 1922.
4. ↑   Barbara Jelavich, History of the Balkans: Twentieth century, Cambridge University Press, 1983,  p. 131, ISBN 978-0-521-27459-3.
5. ↑  Внешняя политика Азербайджана в годы cоветской власти
6. ↑  Atatürk, Nerimanov ve Kurtuluş Savaşımız
7. ↑   A. Ahat Andican, Turkestan Struggle Abroad From Jadidism to Independence, SOTA Publications, 2007,  pp. 78-81, ISBN 978-908-0-740-365.
8. ↑  Українська державність у XX столітті: Історико-політологічний аналіз / Ред. кол.: О. Дергачов (кер. авт. кол.), Є. Бистрицький, О. Білий, І. Бураковський, Дж. Мейс, В. Полохало, М. Томенко та ін. — К.: Політ. думка, 1996. — 434 с.
9. ↑  The Place of the Turkish Independence War in the American Press (1918-1923) di Bülent Bilmez: "...the occupation of western Turkey by the Greek armies under the control of the Allied Powers, the discord among them was evident and publicly known. As the Italians were against this occupation from the beginning, and started "secretly" helping the Kemalists, this conflict among the Allied Powers, and the Italian support for the Kemalists were reported regularly by the American press." (EN)
10. ↑  Mütareke Döneminde Mustafa Kemal Paşa-Kont Sforza Görüşmesi di Mevlüt Çelebi Archiviato il 22 dicembre 2018 in Internet Archive. (TR)
11. ↑  Mustafa Kemal Paşa – Kont Sforza ve İtalya İlişkisi (TR)
12. ↑   İki Halk Kahramanı M. Kemal Atatürk ve M. Ali Cinnah, su ekitap.kulturturizm.gov.tr. URL consultato il 16 settembre 2018 (archiviato dall'url originale il 20 settembre 2018).
13. ↑   Hindistan Müslümanlarının Milli Mücadelede Türkiye'ye Yardımları, su elbistankaynarca.com, Elbistan Kaynarca. URL consultato il 14 luglio 2020 (archiviato dall'url originale il 13 dicembre 2017).
14. ↑   RELIGIOUS TIES FOR PEACE: INDIA’S SUPPORT IN THE TURKISH WAR OF INDEPENDENCE (PDF), su ayk.gov.tr, Orhan Koloğlu (archiviato il 19 agosto 2019).
15. 1 2 3 4  Western Society for French History. Meeting: Proceedings of the ... Annual Meeting of the Western Society for French History, New Mexico State University Press, 1996, sayfa 206.
16. ↑  Briton Cooper Busch: Mudros to Lausanne: Britain's Frontier in West Asia, 1918-1923, SUNY Press, 1976, ISBN 0-87395-265-0, sayfa 216.
17. ↑  "British Indian troops attacked by Turks; thirty wounded and British officer captured-- Warships' guns drive enemy back," New York Times (18 giugno 1920).
18. ↑  "Allies occupy Constantinople; seize ministries; Turkish and British Indian soldiers killed in a clash at the War Office," New York Times (18 marzo 1920).
19. ↑  Le truppe italiane proteggevano i civili turchi, che vivevano nelle aree occupate dall'esercito italiano, dalle truppe greche e accettavano i profughi turchi che dovevano fuggire dalle regioni invase dall'esercito greco. Nel luglio del 1921 l'Italia cominciò a ritirare le sue truppe dall'Anatolia sudoccidentale.
20. ↑  Ergün Aybars, Türkiye Cumhuriyeti tarihi I, Ege Üniversitesi Basımevi, 1984, pg 319-334 (TR)
21. ↑  Stato Maggiore turco, Türk İstiklal Harbinde Batı Cephesi, 2ª Edizione, Parte 2, Ankara 1999, p. 225
22. 1 2  Celâl Erikan, Rıdvan Akın: Kurtuluş Savaşı tarihi, Türkiye İş̧ Bankası Kültür Yayınları, 2008, ISBN 9944884472, pag. 339. (TR)
23. ↑  Arnold J. Toynbee/Kenneth P Kirkwood, Turkey, Benn 1926, p. 92
24. ↑  Storia della Campagna in Asia Minore, Stato Maggiore dell'Esercito, Direzione della Storia dell'Esercito, Atene, 1967, p. 140: all'11 giugno (OC) 6 159 ufficiali, 193 994 soldati (=200 153 uomini)
25. ↑  A. A. Pallis: Greece's Anatolian Venture - and After, Taylor & Francis, p. 56 (footnote 5).
26. ↑  "When Greek meets Turk; How the Conflict in Asia Minor Is Regarded on the Spot - King Constantine's View", T. Walter Williams, The New York Times, 10 settembre 1922.
27. ↑  Isaiah Friedman: British Miscalculations: The Rise of Muslim Nationalism, 1918-1925, Transaction Publishers, 2012, ISBN 1412847109, pag. 239
28. ↑  Charles à Court Repington: After the War, Simon Publications LLC, 2001, ISBN 1931313733, pag. 67
29. ↑  Anahide Ter Minassian: La république d'Arménie. 1918-1920 La mémoire du siècle., éditions complexe, Bruxelles 1989 ISBN 2-87027-280-4, pg 220
30. ↑  "British in Turkey May Be Increased", The New York Times, 19 giugno 1920.
31. ↑   Philip Jowett, Armies of the Greek-Turkish War 1919–22, Bloomsbury Publishing, 20 luglio 2015,  p. 45, ISBN 9781472806864. URL consultato il 17 settembre 2016. Ospitato su Google Books.
32. 1 2  Kate Fleet, Suraiya Faroqhi, Reşat Kasaba: The Cambridge History of Turkey Volume 4, Cambridge University Press, 2008, ISBN 0-521-62096-1, p. 159.
33. 1 2  Sabahattin Selek: Millî mücadele - Cilt I (en.: National Struggle - Edition I), Burçak yayınevi, 1963, pag. 109. (TR)
34. ↑  Ahmet Özdemir, Savaş esirlerinin Milli mücadeledeki yeri, Ankara University, Türk İnkılap Tarihi Enstitüsü Atatürk Yolu Dergisi, Edizione 2, Numero 6, 1990, pp. 328-332
35. 1 2  Σειρά Μεγάλες Μάχες: Μικρασιατική Καταστροφή (Νο 8), συλλογική εργασία, έκδοση περιοδικού Στρατιωτική Ιστορία, Εκδόσεις Περισκόπιο, Αθήνα, Νοέμβριος 2002, σελίδα 64 {{{2}}}
36. ↑  Στρατιωτική Ιστορία, Numero 203, dicembre 2013, pag. 67
37. ↑  Ali Çimen, Göknur Göğebakan: Tarihi Değiştiren Savaşlar, Timaş Yayınevi, ISBN 9752634869, 2. Cilt, 2007, sayfa 321 (TR)
38. ↑  Stephen Vertigans: Islamic Roots and Resurgence in Turkey: Understanding and Explaining the Muslim Resurgence, Greenwood Publishing Group, 2003, ISBN 0275980510, page 41.
39. ↑  Nicole Pope, Hugh Pope: Turkey Unveiled: A History of Modern Turkey, Overlook Press, 2000, ISBN 1585670960, pag. 58.
40. ↑  Stephen Joseph Stillwell, Anglo-Turkish relations in the interwar era, Edwin Mellen Press, 2003, ISBN 0773467769, page 46.
41. ↑  Richard Ernest Dupuy, Trevor Nevitt Dupuy, The Harper encyclopedia of military history: from 3500 BC to the present, ISBN 0062700561, HarperCollins, 1993, page 1087
42. ↑  Revue internationale d'histoire militaire - Issues 46-48, University of Michigan, 1980, page 227.
43. ↑  Robert W.D. Ball: Gun Digest Books, 2011, ISBN 1440215448, page 237
44. ↑  Pars Tuğlacı: Tarih boyunca Batı Ermenileri, Pars Yayın, 2004, ISBN 975-7423-06-8, p. 794.
45. ↑  Christopher J. Walker, Armenia: The Survival of a Nation, Croom Helm, 1980, p. 310.
46. ↑  Death by Government, Rudolph Rummel, 1994.
47. ↑  Ciò secondo le cifre fornite da Aleksandr Myasnikyan, presidente del Consiglio dei commissari del popolo dell'Armenia sovietica, in un telegramma inviato al ministro degli esteri sovietico Georgij Čičerin nel 1921. Le cifre di Myasnikyan vennero suddivise come segue: dei circa 60 000 armeni uccisi dalle armate turche, 30 000 erano uomini, 15 000 donne, 5 000 bambini e 10 000 giovani ragazze. Dei 38 000 feriti, 20 000 erano uomini, 10 000 donne, 5 000 ragazze e 3 000 bambini. Vennero anche segnalati casi di stupro di massa, omicidio e violenza contro la popolazione armena di Kars e Alessandropoli: vedi Vahakn N. Dadrian. (2003). The History of the Armenian Genocide: Ethnic Conflict from the Balkans to Anatolia to the Caucasus. New York: Berghahn Books, pp. 360–361. ISBN 1-57181-666-6.
48. ↑  Armenia : The Survival of a Nation, Christopher Walker, 1980.
49. ↑   R.J. Rummel, Statistics Of Turkey's Democide Estimates, Calculations, And Sources, su hawaii.edu, University of Hawai'i. URL consultato il 6 gennaio 2017.
50. ↑   Elizabeth Özdalga, The Last Dragoman: the Swedish Orientalist Johannes Kolmodin as Scholar, Activist and Diplomat (2006), Swedish Research Institute in Istanbul, p. 63.
51. ↑   Béla Várdy, Ethnic Cleansing in Twentieth-Century Europe. Social Science Monographs. p. 190., 2003, ISBN 9780880339957. URL consultato il 6 gennaio 2019.
52. ↑   Arnold Toynbee, Toynbee, Arnold (6 aprile 1922) [9 marzo 1922], "Letter", The Times, Turchia..
53. ↑   Viceconsole statunitense James Loder Park, Smyrna, 11 April 1923. US archives US767.68116/34.
54. ↑   Howell HG, Report on the Nationalist Offensive in Anatolia, Istanbul: The Inter-Allied commission proceeding to Bourssa, F.O. 371-7898, no. E10383.(15 settembre 1922).
55. ↑   Turkey, Mustafa Kemal and the Turkish War of Independence, 1919–23, su britannica.com, Encyclopædia Britannica, 2007. URL consultato il 29 ottobre 2007.
56. ↑   Turkish War of Independence, su encarta.msn.com, Microsoft Encarta Online Encyclopedia 2007, 2007. URL consultato il 29 ottobre 2007 (archiviato dall'url originale il 15 maggio 2008).
57. ↑   Turkey, Section: Occupation and War of Independence, su history.com, History.com Encyclopedia, 2007. URL consultato il 29 ottobre 2007 (archiviato dall'url originale il 24 ottobre 2007).
58. ↑  Mango, Atatürk, cap. 10: Figures on a ruined landscape, pp. 157–85.
59. ↑  Erickson, Ordered To Die, cap. 1.
60. ↑  Nur Bilge Criss, Istanbul under Allied Occupation 1918–1923, p. 1
61. ↑  Paul C. Helmreich, From Paris to Sèvres: The Partition of the Ottoman Empire at the Peace Conference of 1919-1920, Ohio University Press, 1974 ISBN 0-8142-0170-9
62. ↑  The Armenian Legion and Its Destruction of the Armenian Community in Cilicia, Stanford J. Shaw, http://www.armenian-history.com/books/Armenian_legion_Cilicia.pdf
63. ↑  Municipalità di Karakese, Milli Mücadelede İlk Kurşunu Karakese'de Mehmet Çavuş (KARA MEHMET) Atmıştır Archiviato il 7 ottobre 2011 in Internet Archive. (consultato il 4 maggio 2012). (TR)
64. ↑   Will Kaufman e Macpherson, Heidi Slettedahl, Britain and the Americas: Culture, Politics, and History, ABC-CLIO, 2007,  p. 696, ISBN 978-1-85109-431-8.
65. ↑  Le attività della commissione sono riportate in Henry Churchill King, Charles Richard Crane (Commissione King-Crane), "Report of American Section of Inter-allied Commission of Mandates in Turkey" pubblicato da American Section nel 1919.
66. ↑  Erickson, Ordered To Die, cap. 8, storia estesa nella sezione Costi.
67. ↑  Richard G. Hovannisian, Armenia on the Road to Independence, 1967.
68. ↑  Andrew Mango, Atatürk, John Murray, 1999, ISBN 978-0-7195-6592-2, p. 214.
69. ↑  Lord Kinross. The Rebirth of a Nation, Cap 19. "Kinross writes that the Erkân-ı Harbiye Reis Muavini, ie the General Commander of the Ottoman Empire at the time was Fevzi Paşa, and old friend. Although he was temporarily absent, his substitute was Kâzım (İnanç) Paşa, another old friend. Neither Mehmet VI, nor the Prime Minister Damat Ferit had actually seen the actual order."
70. ↑  Lord Kinross. The Rebirth of a Nation, cap 19.
71. ↑  Lord Kinross. (1999) Atatürk: The Re-birth of a Nation, cap. 16.
72. ↑  (TR) Türk Tarih Kurumu Başkanlığı, su ttk.gov.tr. URL consultato il 7 gennaio 2021.
73. ↑   Nurullah Ardic, Islam and the Politics of Secularism, 21 agosto 2012, ISBN 9781136489846. URL consultato il 21 agosto 2014.
74. ↑   Sukran Vahide, Islam in Modern Turkey, SUNY Press, 2012,  p. 140, ISBN 9780791482971. URL consultato il 21 agosto 2014.
75. 1 2   History of Anadolu Agency, su aa.com.tr. URL consultato il 16 giugno 2017 (archiviato dall'url originale il 9 gennaio 2008).
76. ↑  (EN) Metin Heper e Sabri Sayari, The Routledge Handbook of Modern Turkey, Routledge, 7 maggio 2013,  p. 41, ISBN 978-1-136-30964-9.
77. ↑  George F. Nafziger, Islam at War: A History, p. 132.
78. ↑  Stanford J. Shaw; Ezel Kural Shaw. History of the Ottoman Empire and Modern Turkey. p. 344
79. 1 2  Belgelerle Türk tarihi dergisi (Volumes 44-47), Menteş Kitabevi, 2000, p. 87. (TR)
80. 1 2  Haydar Çakmak: Türk dış politikası, 1919-2008, Platin, 2008, ISBN 9944137251, page 126. (TR)
81. ↑  Ambasciata della Federazione Russa in Turchia: Rusya Federasyonu’nun Türkiye Cumhuriyeti Büyükelçiliği tarafından yayınlanan ‘Yeni Rusya ve Yeni Türkiye: İşbirliğinin İlk Adımları (1920-1930'lu Yıllarda Rus-Türk İlişkileri)’ başlıklı broşür hk. Archiviato il 3 novembre 2012 in Internet Archive., consultato il 4 maggio 2012. (TR)
82. ↑  "Not War Against Islam-Statement by Greek Prime Minister" in The Scotsman, 29 June 1920 p. 5
83. ↑  Harry J. Psomiades, The Eastern Question, the Last Phase: a Study in Greek-Turkish Diplomacy (Pella, New York 2000), 33.
84. ↑  A. L. Macfie, 'The Chanak affair (September–October 1922)' Balkan Studies 20(2) (1979), 332.
85. ↑  Psomiades, 27-8.
86. ↑  Psomiades, 35.
87. ↑  Macfie, 336.
88. ↑  Macfie, 341.
89. ↑  (EN)  Text of the Treaty of Kars Archiviato il 24 aprile 2007 in Internet Archive.
90. ↑   ANN/Groong -- Treaty of Berlin - 07/13/1878, su groong.usc.edu. URL consultato il 17 settembre 2016 (archiviato dall'url originale il 12 ottobre 2017).
91. ↑  Kinross, Rebirth of a Nation, p. 348
92. ↑  Shaw, History of the Ottoman Empire and Modern Turkey, 365
93. ↑  Kinross, Atatürk, The Rebirth of a Nation, 373.
94. ↑   Treaty of Lausanne - World War I Document Archive, su wwi.lib.byu.edu. URL consultato il 17 settembre 2016.